# Francja na Letnich Igrzyskach Olimpijskich 2016
Francja na Letnich Igrzyskach Olimpijskich 2016 – występ kadry sportowców reprezentujących Francję na igrzyskach olimpijskich w Rio de Janeiro. Reprezentacja liczyła 395 zawodników – 229 mężczyzn i 167 kobiet. Francja miała swoich reprezentantów we wszystkich dyscyplinach oprócz hokeja na trawie.
Był to dwudziesty ósmy start reprezentacji Francji na letnich igrzyskach olimpijskich. Francja jako jedno z niewielu państw występuje nieprzerwanie na igrzyskach olimpijskich od 1896 roku.

## Zdobyte medale
| Medal  | Zawodnik | Dyscyplina           | Konkurencja                               | Rezultat                                                                              | Data        |
| ------ | --- | -------------------- | ----------------------------------------- | ------------------------------------------------------------------------------------- | ----------- |
| Złoto  | Denis Gargaud Chanut | Kajakarstwo          | C-1                                       | 94,17                                                                                 | 9 sierpnia  |
| Złoto  | Karim Laghouag Mathieu Lemoine Astier Nicolas Thibaut Vallette | Jeździectwo          | WKKW drużynowo                            | 169 pkt.                                                                              | 9 sierpnia  |
| Złoto  | Pierre Houin Jérémie Azou | Wioślarstwo          | dwójka podwójna wagi lekkiej              | 6:30,70                                                                               | 12 sierpnia |
| Złoto  | Émilie Andéol | Judo                 | powyżej 78 kg                             | W finale pokonała reprezentantkę Kuby Idalys Ortíz                                    | 12 sierpnia |
| Złoto  | Teddy Riner | Judo                 | powyżej 100 kg                            | W finale pokonał reprezentanta Japonii Hisayoshi Harasawa                             | 12 sierpnia |
| Złoto  | Yannick Borel Gauthier Grumier Daniel Jérent Jean-Michel Lucenay | Szermierka           | szpada drużynowo                          | W finale pokonali reprezentację Włoch 45-31                                           | 14 sierpnia |
| Złoto  | Charline Picon | Żeglarstwo           | RS:X                                      | 64 pkt.                                                                               | 14 sierpnia |
| Złoto  | Philippe Rozier Kevin Staut Roger-Yves Bost Pénélope Leprevost | Jeździectwo          | skoki drużynowe                           | 3 pkt.                                                                                | 17 sierpnia |
| Złoto  | Estelle Mossely | Boks                 | waga lekka                                | W finale pokonała reprezentantkę Chin Yin Junhua 2:1                                  | 19 sierpnia |
| Złoto  | Tony Yoka | Boks                 | waga superciężka                          | W finale pokonał reprezentanta Wielkiej Brytanii Joe Joyce'a 2:1                      | 21 sierpnia |
| Srebro | Fabien Gilot Florent Manaudou Mehdy Metella William Meynard Clément Mignon Jérémy Stravius | Pływanie             | sztafeta 4 × 100 m stylem dowolnym        | 3:10,53                                                                               | 7 sierpnia  |
| Srebro | Astier Nicolas | Jeździectwo          | WKKW indywidualnie                        | 48 pkt.                                                                               | 9 sierpnia  |
| Srebro | Clarisse Agbegnenou | Judo                 | do 63 kg                                  | W finale przegrała z reprezentantką Słowenii Tiną Trstenjak                           | 9 sierpnia  |
| Srebro | Audrey Tcheuméo | Judo                 | do 78 kg                                  | W finale przegrała z reprezentantką Stanów Zjednoczonych Kayl'a Harrison              | 11 sierpnia |
| Srebro | Jean-Charles Valladont | Łucznictwo           | indywidualnie                             | W finale przegrał z reprezentantem Korei Południowej Ku Bon-chanem 3:7                | 12 sierpnia |
| Srebro | Jérémy Cadot Erwann Le Péchoux Enzo Lefort Jean-Paul Tony Helissey | Szermierka           | floret drużynowo                          | W finale przegrali z reprezentacją Rosji 41:45                                        | 12 sierpnia |
| Srebro | Florent Manaudou | Pływanie             | 50 m stylem dowolnym                      | 21,41                                                                                 | 12 sierpnia |
| Srebro | Jean Quiquampoix | Strzelectwo          | pistolet szybkostrzelny 25 m              | 30                                                                                    | 13 sierpnia |
| Srebro | Renaud Lavillenie | Lekkoatletyka        | skok o tyczce                             | 5,98 m                                                                                | 15 sierpnia |
| Srebro | Mélina Robert-Michon | Lekkoatletyka        | rzut dyskiem                              | 66,73 m NR                                                                            | 16 sierpnia |
| Srebro | Sofiane Oumiha | Boks                 | waga lekka                                | W finale przegrał z reprezentantem Brazylii Robsonem Conceição 0:3                    | 16 sierpnia |
| Srebro | Kévin Mayer | Lekkoatletyka        | dziesięciobój                             | 8834 pkt. NR                                                                          | 18 sierpnia |
| Srebro | Élodie Clouvel | Pięciobój nowoczesny | kobiety                                   | 1356 pkt.                                                                             | 19 sierpnia |
| Srebro | Haby Niaré | Taekwondo            | do 67 kg                                  | W finale przegrała z reprezentantką Korei Południowej Oh Hye-ri 12:13                 | 19 sierpnia |
| Srebro | Maxime Beaumont | Kajakarstwo          | K-1 200 m                                 | 35,362                                                                                | 20 sierpnia |
| Srebro | Sarah Ourahmoune | Boks                 | waga musza                                | W finale przegrała z reprezentantką Wielkiej Brytanii Nicolą Adams 0:3                | 20 sierpnia |
| Srebro | Olivier Nyokas Daniel Narcisse Vincent Gérard Nikola Karabatić Kentin Mahé Mathieu Grébille Thierry Omeyer Timothey N'Guessan Luc Abalo Cédric Sorhaindo Michaël Guigou Luka Karabatić Ludovic Fabregas Adrien Dipanda Valentin Porte | Piłka ręczna         | turniej mężczyzn                          | W finale przegrali z reprezentacją Danii 26:28                                        | 21 sierpnia |
| Srebro | Camille Ayglon-Saurina Chloé Bulleux Blandine Dancette Siraba Dembélé Béatrice Edwige Laura Glauser Manon Houette Alexandra Lacrabère Laurisa Landre Amandine Leynaud Gnonsiane Niombla Estelle Nze Minko Allison Pineau Grace Zaadi  | Piłka ręczna         | turniej kobiet                            | W finale przegrały z reprezentacją Rosji 19:22                                        | 20 sierpnia |
| Brąz   | Gauthier Grumier | Szermierka           | szabla indywidualnie                      | W pojedynku o brązowy medal pokonał reprezentanta Szwajcarii Benjamina Steffena 15:11 | 9 sierpnia  |
| Brąz   | Gauthier Klauss Matthieu Péché | Kajakarstwo          | C-2                                       | 103,24                                                                                | 11 sierpnia |
| Brąz   | Grégory Baugé Michaël D’Almeida François Pervis | Kolarstwo            | sprint drużynowy                          | 43,14                                                                                 | 11 sierpnia |
| Brąz   | Cyrille Maret | Judo                 | do 100 kg                                 | W pojedynku o brązowy medal pokonał reprezentanta Niemiec Karla-Richarda Freya        | 11 sierpnia |
| Brąz   | Thomas Baroukh Thibault Colard Guillaume Raineau Franck Solforosi | Wioślarstwo          | czwórka bez sternika wagi lekkiej         | 6:22,85                                                                               | 11 sierpnia |
| Brąz   | Pierre Le Coq | Żeglarstwo           | RS:X                                      | 103 pkt.                                                                              | 14 sierpnia |
| Brąz   | Alexis Raynaud | Strzelectwo          | karabin małokalibrowy, trzy pozycje, 50 m | 448,4 pkt.                                                                            | 14 sierpnia |
| Brąz   | Souleymane Cissokho | Boks                 | waga półśrednia                           | W półfinale przegrał z reprezentantem Kazachstanu Danijarem Jeleusinowem 0:3          | 15 sierpnia |
| Brąz   | Dimitri Bascou | Lekkoatletyka        | 110 m przez płotki                        | 13,24                                                                                 | 16 sierpnia |
| Brąz   | Mathieu Bauderlique | Boks                 | waga półciężka                            | W półfinale przegrał z reprezentantem Kuby Julio de la Cruzem 0:3                     | 16 sierpnia |
| Brąz   | Marc-Antoine Olivier | Pływanie             | 10 km                                     | 1:53:02,0                                                                             | 16 sierpnia |
| Brąz   | Mahiedine Mekhissi-Benabbad | Lekkoatletyka        | 3000 m z przeszkodami                     | 8:11,52                                                                               | 17 sierpnia |
| Brąz   | Camille Lecointre Hélène Defrance | Żeglarstwo           | 470                                       | 62 pkt.                                                                               | 18 sierpnia |
| Brąz   | Christophe Lemaitre | Lekkoatletyka        | 200 m                                     | 20,12                                                                                 | 18 sierpnia |

## Reprezentanci

### Badminton
| Zawodnicy       | Konkurencja             | Faza grupowa                    | Faza grupowa                   | Faza grupowa | Eliminacje         | Ćwierćfinał        | Półfinał           | Finał              | Finał   | Źródło |
| Zawodnicy       | Konkurencja             | Przeciwnicy Punkty              | Przeciwnicy Punkty             | Miejsce      | Przeciwnicy Punkty | Przeciwnicy Punkty | Przeciwnicy Punkty | Przeciwnicy Punkty | Miejsce | Źródło |
| --------------- | ----------------------- | ------------------------------- | ------------------------------ | ------------ | ------------------ | ------------------ | ------------------ | ------------------ | ------- | ------ |
| Brice Leverdez  | gra pojedyncza mężczyzn | Must W 2-1 (21-8, 18-21, 21-12) | Jørgensen P 0-2 (11-21, 18-21) | 2.           | NQ                 | NQ                 | NQ                 | NQ                 | NQ      | [ 1 ]  |
| Delphine Lansac | gra pojedyncza kobiet   | Sung J-h P 0-2 (13-21, 12-21)   | Liang P 0-2 (7-21, 15-21)      | 3.           | NQ                 | NQ                 | NQ                 | NQ                 | NQ      | [ 2 ]  |

### Boks
Mężczyźni
| Zawodnik                | Konkurencja          | 1/16             | 1/8              | Ćwierćfinał      | Półfinał         | Finał            | Finał   | Źródło |
| Zawodnik                | Konkurencja          | Przeciwnik Wynik | Przeciwnik Wynik | Przeciwnik Wynik | Przeciwnik Wynik | Przeciwnik Wynik | Miejsce | Źródło |
| ----------------------- | -------------------- | ---------------- | ---------------- | ---------------- | ---------------- | ---------------- | ------- | ------ |
| Elie Konki              | waga musza           | Touba W 3-0      | Ałojan P 0-3     | NQ               | NQ               | NQ               | NQ      | [ 3 ]  |
| Sofiane Oumiha          | waga lekka           | López W 3-0      | Ruenroeng W TKO  | Sielimow W 3-0   | Otgondalaj W 3-0 | Conceição P 0-3  | srebro  | [ 4 ]  |
| Hassan Amzile           | waga lekkopółśrednia | Junias W 3-0     | Sotomayor P 1-2  | NQ               | NQ               | NQ               | NQ      | [ 5 ]  |
| Souleymane Cissokho     | waga półśrednia      | Bacskai W 3-0    | Bağırov W 3-0    | Adi W 3-0        | Jeleusinow P 0-3 | NQ               | brąz    | [ 6 ]  |
| Christian Mbilli Assomo | waga średnia         | Mytrofanov W 3-0 | Delgado W 2-1    | López P 0-3      | NQ               | NQ               | NQ      | [ 7 ]  |
| Mathieu Bauderlique     | waga półciężka       | BYE              | Carrillo W 3-0   | Mina W TK        | de la Cruz P 0-3 | NQ               | brąz    | [ 8 ]  |
| Christian Mbilli Assomo | waga ciężka          | BYE              | Abdullayev P TK  | NQ               | NQ               | NQ               | NQ      | [ 9 ]  |
| Tony Yoka               | waga superciężka     | BYE              | Laurent W 3-0    | Ishaish W 3-0    | Hrgović W 2-1    | Joyce W 2-1      | złoto   | [ 10 ] |

Kobiety
| Zawodniczka      | Konkurencja | 1/8                 | Ćwierćfinał          | Półfinał            | Finał               | Finał   | Źródło |
| Zawodniczka      | Konkurencja | Przeciwniczka Wynik | Przeciwniczka Wynik  | Przeciwniczka Wynik | Przeciwniczka Wynik | Miejsce | Źródło |
| ---------------- | ----------- | ------------------- | -------------------- | ------------------- | ------------------- | ------- | ------ |
| Sarah Ourahmoune | waga musza  | Ez-Zahraoui W 3-0   | Szekierbiekowa W 3-0 | Valencia W 2-0      | Adams P 0-3         | srebro  | [ 11 ] |
| Estelle Mossely  | waga lekka  | BYE                 | Testa W 3-0          | Bielakowa W TK      | Yin W 2-1           | złoto   | [ 12 ] |

### Gimnastyka

#### Gimnastyka artystyczna
| Zawodniczka         | Konkurencja           | Eliminacje | Eliminacje | Eliminacje | Eliminacje | Eliminacje | Eliminacje | Finał    | Finał    | Finał    | Finał    | Finał  | Finał   | Źródło |
| Zawodniczka         | Konkurencja           | Przyrząd   | Przyrząd   | Przyrząd   | Przyrząd   | Razem      | Miejsce    | Przyrząd | Przyrząd | Przyrząd | Przyrząd | Razem  | Miejsce | Źródło |
| Zawodniczka         | Konkurencja           | H          | B          | C          | R          | Razem      | Miejsce    | H        | B        | C        | R        | Razem  | Miejsce | Źródło |
| ------------------- | --------------------- | ---------- | ---------- | ---------- | ---------- | ---------- | ---------- | -------- | -------- | -------- | -------- | ------ | ------- | ------ |
| Kseniya Moustafaeva | wielobój indywidualny | 17,600     | 17,516     | 17,500     | 17,366     | 69,982     | 10. Q      | 17,700   | 16,883   | 16,916   | 16,741   | 68,240 | 10.     | [ 13 ] |

#### Gimnastyka sportowa
Mężczyźni
| Zawodnik        | Konkurencja           | Finał    | Finał    | Finał    | Finał    | Finał    | Finał    | Finał  | Finał   | Źródło |
| Zawodnik        | Konkurencja           | Przyrząd | Przyrząd | Przyrząd | Przyrząd | Przyrząd | Przyrząd | Razem  | Miejsce | Źródło |
| Zawodnik        | Konkurencja           | F        | PH       | R        | V        | PB       | HB       | Razem  | Miejsce | Źródło |
| --------------- | --------------------- | -------- | -------- | -------- | -------- | -------- | -------- | ------ | ------- | ------ |
| Axel Augis      | wielobój indywidualny | 13,933   | 13,100   | 13,933   | 14,266   | 14,766   | 12,900   | 82,898 | 21.     | [ 14 ] |
| Cyril Tommasone | koń z łękami          | —        | 15,600   | —        | —        | —        | —        | 15,600 | 4.      | [ 15 ] |
| Danny Rodrigues | kółka                 | —        | —        | 15,233   | —        | —        | —        | 15,233 | 7.      | [ 16 ] |
| Samir Aït Saïd  | kółka                 | KO       | KO       | KO       | KO       | KO       | KO       | KO     | KO      | KO     |

| Zawodnik        | Konkurencja        | Kwalifikacje | Kwalifikacje | Kwalifikacje | Kwalifikacje | Kwalifikacje | Kwalifikacje | Kwalifikacje | Kwalifikacje | Finał    | Finał    | Finał    | Finał    | Finał    | Finał    | Finał | Finał   | Źródło |
| Zawodnik        | Konkurencja        | Przyrząd     | Przyrząd     | Przyrząd     | Przyrząd     | Przyrząd     | Przyrząd     | Razem        | Miejsce      | Przyrząd | Przyrząd | Przyrząd | Przyrząd | Przyrząd | Przyrząd | Razem | Miejsce | Źródło |
| Zawodnik        | Konkurencja        | F            | PH           | R            | V            | PB           | HB           | Razem        | Miejsce      | F        | PH       | R        | V        | PB       | HB       | Razem | Miejsce | Źródło |
| --------------- | ------------------ | ------------ | ------------ | ------------ | ------------ | ------------ | ------------ | ------------ | ------------ | -------- | -------- | -------- | -------- | -------- | -------- | ----- | ------- | ------ |
| Samir Aït Saïd  | wielobój drużynowy | —            | —            | 15,533       | 12,866       | —            | —            | —            | —            | NQ       | NQ       | NQ       | NQ       | NQ       | NQ       | NQ    | NQ      | [ 17 ] |
| Axel Augis      | wielobój drużynowy | 14,033       | 14,500       | 14,333       | 13,166       | 15,300       | 14,700       | 86,032       | 23.          | NQ       | NQ       | NQ       | NQ       | NQ       | NQ       | NQ    | NQ      | [ 17 ] |
| Julien Gobaux   | wielobój drużynowy | 13,066       | 14,233       | 14,500       | 13,700       | 14,766       | 14,300       | 84,565       | 29.          | NQ       | NQ       | NQ       | NQ       | NQ       | NQ       | NQ    | NQ      | [ 17 ] |
| Danny Rodrigues | wielobój drużynowy | —            | 13,133       | 15,266       | —            | 14,233       | 13,433       | —            | —            | NQ       | NQ       | NQ       | NQ       | NQ       | NQ       | NQ    | NQ      | [ 17 ] |
| Cyril Tommasone | wielobój drużynowy | 13,966       | 15,650       | —            | —            | 14,100       | —            | —            | —            | NQ       | NQ       | NQ       | NQ       | NQ       | NQ       | NQ    | NQ      | [ 17 ] |
| RAZEM           | wielobój drużynowy | 41,065       | 44,383       | 45,299       | 39,732       | 44,299       | 42,433       | 257,211      | 12.          | NQ       | NQ       | NQ       | NQ       | NQ       | NQ       | NQ    | NQ      | [ 17 ] |

Kobiety
| Zawodniczka     | Konkurencja           | Przyrząd | Przyrząd | Przyrząd | Przyrząd | Razem  | Miejsce | Źródło |
| Zawodniczka     | Konkurencja           | V        | UB       | BB       | F        | Razem  | Miejsce | Źródło |
| --------------- | --------------------- | -------- | -------- | -------- | -------- | ------ | ------- | ------ |
| Marine Brevet   | wielobój indywidualny | 14,166   | 14,300   | 14,133   | 14,000   | 56,599 | 15.     | [ 18 ] |
| Louise Vanhille | wielobój indywidualny | 14,000   | 14,233   | 13,200   | 13,233   | 54,666 | 20.     | [ 18 ] |
| Marine Boyer    | równoważnia           | —        | —        | 14,600   | —        | 14.600 | 4.      | [ 19 ] |

| Zawodniczka       | Konkurencja        | Kwalifikacje | Kwalifikacje | Kwalifikacje | Kwalifikacje | Kwalifikacje | Kwalifikacje | Finał    | Finał    | Finał    | Finał    | Finał | Finał   | Źródło |
| Zawodniczka       | Konkurencja        | Przyrząd     | Przyrząd     | Przyrząd     | Przyrząd     | Razem        | Miejsce      | Przyrząd | Przyrząd | Przyrząd | Przyrząd | Razem | Miejsce | Źródło |
| Zawodniczka       | Konkurencja        | V            | UB           | BB           | F            | Razem        | Miejsce      | V        | UB       | BB       | F        | Razem | Miejsce | Źródło |
| ----------------- | ------------------ | ------------ | ------------ | ------------ | ------------ | ------------ | ------------ | -------- | -------- | -------- | -------- | ----- | ------- | ------ |
| Marine Boyer      | wielobój drużynowy | 14,200       | —            | 14,600       | 13,233       | 14,800       | —            | NQ       | NQ       | NQ       | NQ       | NQ    | NQ      | [ 20 ] |
| Marine Brevet     | wielobój drużynowy | 14,133       | 14,333       | 14,166       | 13,933       | 56,565       | 16.          | NQ       | NQ       | NQ       | NQ       | NQ    | NQ      | [ 20 ] |
| Loan His          | wielobój drużynowy | —            | 13,900       | —            | —            | —            | —            | NQ       | NQ       | NQ       | NQ       | NQ    | NQ      | [ 20 ] |
| Oréane Lechenault | wielobój drużynowy | 12,300       | 13,166       | 13,633       | 13,666       | 52,765       | 46.          | NQ       | NQ       | NQ       | NQ       | NQ    | NQ      | [ 20 ] |
| Louise Vanhille   | wielobój drużynowy | 13,966       | 14,866       | 13,633       | 13,300       | 55,765       | 21.          | NQ       | NQ       | NQ       | NQ       | NQ    | NQ      | [ 20 ] |
| RAZEM             | wielobój drużynowy | 42,299       | 43,099       | 42,399       | 40,899       | 168,696      | 11.          | NQ       | NQ       | NQ       | NQ       | NQ    | NQ      | [ 20 ] |

#### Skoki na trampolinie
Mężczyźni
| Zawodnik          | Konkurencja   | Kwalifikacje      | Kwalifikacje  | Kwalifikacje | Kwalifikacje | Finał    | Finał     | Finał | Finał | Finał   | Źródło |
| Zawodnik          | Konkurencja   | Układ obowiązkowy | Układ dowolny | Razem        | Miejsce      | Trudność | Wykonanie | Lot   | Razem | Miejsce | Źródło |
| ----------------- | ------------- | ----------------- | ------------- | ------------ | ------------ | -------- | --------- | ----- | ----- | ------- | ------ |
| Sébastien Martiny | indywidualnie | 49,015            | 57,215        | 106,230      | 10.          | NQ       | NQ        | NQ    | NQ    | NQ      | [ 21 ] |

Kobiety
| Zawodniczka    | Konkurencja   | Kwalifikacje      | Kwalifikacje  | Kwalifikacje | Kwalifikacje | Finał    | Finał     | Finał | Finał | Finał   | Źródło |
| Zawodniczka    | Konkurencja   | Układ obowiązkowy | Układ dowolny | Razem        | Miejsce      | Trudność | Wykonanie | Lot   | Razem | Miejsce | Źródło |
| -------------- | ------------- | ----------------- | ------------- | ------------ | ------------ | -------- | --------- | ----- | ----- | ------- | ------ |
| Marine Jurbert | indywidualnie | 46,445            | 50,315        | 96,760       | 14.          | NQ       | NQ        | NQ    | NQ    | NQ      | [ 22 ] |

### Golf
| Zawodnik       | Konkurencja | Runda 1 | Runda 2 | Runda 3 | Runda 4 | Razem  | Razem       | Razem   | Źródło |
| Zawodnik       | Konkurencja | Punkty  | Punkty  | Punkty  | Punkty  | Punkty | Poniżej par | Pozycja | Źródło |
| -------------- | ----------- | ------- | ------- | ------- | ------- | ------ | ----------- | ------- | ------ |
| Grégory Bourdy | mężczyźni   | 67      | 69      | 72      | 73      | 281    | −3          | =21.    | [ 23 ] |
| Julien Quesne  | mężczyźni   | 71      | 79      | 72      | 71      | 293    | +9          | =55.    | [ 23 ] |
| Karine Icher   | kobiety     | 73      | 72      | 73      | 76      | 294    | +10         | =44.    | [ 24 ] |
| Gwladys Nocera | kobiety     | 73      | 71      | 74      | 72      | 290    | −+6         | =39.    | [ 24 ] |

### Jeździectwo

#### Skoki przez przeszkody
| Zawodnik                                                       | Koń                 | Konkurencja   | Kwalifikacje | Kwalifikacje | Kwalifikacje | Kwalifikacje | Kwalifikacje | Kwalifikacje | Kwalifikacje | Kwalifikacje | Finał   | Finał   | Finał   | Finał   | Finał   | Razem | Razem   | Źródło |
| Zawodnik                                                       | Koń                 | Konkurencja   | Runda 1      | Runda 1      | Runda 2      | Runda 2      | Runda 2      | Runda 3      | Runda 3      | Runda 3      | Runda A | Runda A | Runda B | Runda B | Runda B | Razem | Razem   | Źródło |
| Zawodnik                                                       | Koń                 | Konkurencja   | Kary         | Miejsce      | Kary         | Łącznie      | Miejsce      | Kary         | Łącznie      | Miejsce      | Kary    | Miejsce | Kary    | Łącznie | Miejsce | Kary  | Miejsce | Źródło |
| -------------------------------------------------------------- | ------------------- | ------------- | ------------ | ------------ | ------------ | ------------ | ------------ | ------------ | ------------ | ------------ | ------- | ------- | ------- | ------- | ------- | ----- | ------- | ------ |
| Roger-Yves Bost                                                | Sydney Une Prince   | indywidualnie | 0            | =1. Q        | 1            | 1            | =12. Q       | 1            | 2            | 5. Q         | 0       | =1. Q   | 5       | 5       | 16.     | 5     | 16.     | [ 25 ] |
| Pénélope Leprevost                                             | Flora de Mariposa   | indywidualnie | 47           | =68.         | 0            | 47           | 68.          | NQ           | NQ           | NQ           | NQ      | NQ      | NQ      | NQ      | NQ      | NQ    | NQ      | [ 25 ] |
| Philippe Rozier                                                | Rahotep de Toscane  | indywidualnie | 0            | =1. Q        | 4            | 4            | =28. Q       | 1            | 5            | =13. Q       | 4       | =16. Q  | 9       | 13      | 23.     | 13    | 23.     | [ 25 ] |
| Kevin Staut                                                    | Rêveur de Hurtebise | indywidualnie | 4            | =27. Q       | 0            | 4            | 15. Q        | 0            | 4            | 7. Q         | 4       | 16. Q   | 8       | 12      | 22.     | 12    | 22.     | [ 25 ] |
| Roger-Yves Bost Pénélope Leprevost Philippe Rozier Kevin Staut | Patrz wyżej         | drużynowo     | 4            | =3. Q        | 1            | —            | =5. Q        | 2            | 3            | 1            | —       | —       | —       | —       | —       | 3     | złoto   | [ 26 ] |

#### Ujeżdżenie
| Zawodnik                                                   | Koń            | Konkurencja              | Grand Prix | Grand Prix | Grand Prix Special | Grand Prix Special | Grand Prix Freestyle | Grand Prix Freestyle | Razem  | Razem   | Źródło |
| Zawodnik                                                   | Koń            | Konkurencja              | Punkty     | Pozycja    | Punkty             | Pozycja            | Technika             | Artystyka            | Punkty | Pozycja | Źródło |
| ---------------------------------------------------------- | -------------- | ------------------------ | ---------- | ---------- | ------------------ | ------------------ | -------------------- | -------------------- | ------ | ------- | ------ |
| Stéphanie Brieussel                                        | Amorak         | Ujeżdżenie indywidualnie | 65,114     | 55.        | NQ                 | NQ                 | NQ                   | NQ                   | NQ     | NQ      | [ 27 ] |
| Ludovic Henry                                              | After You      | Ujeżdżenie indywidualnie | 69,214     | 40.        | NQ                 | NQ                 | NQ                   | NQ                   | NQ     | NQ      | [ 27 ] |
| Karen Tebar                                                | Don Luis       | Ujeżdżenie indywidualnie | 75,029     | 18. Q      | 72,773             | 25.                | NQ                   | NQ                   | NQ     | NQ      | [ 27 ] |
| Pierre Volla                                               | Badinda Altena | Ujeżdżenie indywidualnie | 71,500     | 30. Q      | 65,742             | 31.                | NQ                   | NQ                   | NQ     | NQ      | [ 27 ] |
| Stéphanie Brieussel Ludovic Henry Karen Tebar Pierre Volla | Patrz wyżej    | Ujeżdżenie drużynowo     | 71,914     | 8.         | NQ                 | NQ                 | —                    | —                    | NQ     | NQ      | [ 28 ] |

#### WKKW
| Zawodnik                                                       | Koń               | Konkurencja   | Ujeżdżenie | Ujeżdżenie | Próba terenowa | Próba terenowa | Skoki        | Skoki        | Skoki | Skoki   | Łącznie | Łącznie | Źródło |
| Zawodnik                                                       | Koń               | Konkurencja   | Ujeżdżenie | Ujeżdżenie | Próba terenowa | Próba terenowa | Kwalifikacje | Kwalifikacje | Finał | Finał   | Łącznie | Łącznie | Źródło |
| Zawodnik                                                       | Koń               | Konkurencja   | Kary       | Miejsce    | Kary           | Miejsce        | Kary         | Miejsce      | Kary  | Miejsce | Kary    | Miejsce | Źródło |
| -------------------------------------------------------------- | ----------------- | ------------- | ---------- | ---------- | -------------- | -------------- | ------------ | ------------ | ----- | ------- | ------- | ------- | ------ |
| Karim Laghouag                                                 | Entebbe           | indywidualnie | 43.40      | 14.        | 50.40          | 30.            | 1            | 28.          | NQ    | NQ      | NQ      | NQ      | [ 29 ] |
| Mathieu Lemoine                                                | Bart              | indywidualnie | 39.20      | 3.         | 14.40          | 10.            | 8            | 9. Q         | 8     | 15.     | 69.60   | 15.     | [ 29 ] |
| Astier Nicolas                                                 | Piaf de B'Neville | indywidualnie | 42         | 11.        | 0.00           | 3.             | 0.00         | 2. Q         | 6     | 2.      | 48.00   | srebro  | [ 29 ] |
| Thibaut Vallette                                               | Qing du Briot     | indywidualnie | 41.00      | 6          | 24.40          | 18.            | 0.00         | 14. Q        | 4.00  | 13.     | 69.40   | 13.     | [ 29 ] |
| Karim Laghouag Mathieu Lemoine Astier Nicolas Thibaut Vallette | Patrz wyżej       | drużynowo     | 122.20     | 2.         | 38.80          | 3              | 8.00         | 1.           | —     | —       | 169     | złoto   | [ 30 ] |

### Judo
Mężczyźni
| Zawodnik         | Konkurencja | 1/32               | 1/16                     | 1/8              | Ćwierćfinał            | Półfinał          | Repasaże         | Finał/BM             | Finał/BM | Źródło |
| Zawodnik         | Konkurencja | Przeciwnik Wynik   | Przeciwnik Wynik         | Przeciwnik Wynik | Przeciwnik Wynik       | Przeciwnik Wynik  | Przeciwnik Wynik | Przeciwnik Wynik     | Pozycja  | Źródło |
| ---------------- | ----------- | ------------------ | ------------------------ | ---------------- | ---------------------- | ----------------- | ---------------- | -------------------- | -------- | ------ |
| Walide Khyar     | - 60 kg     | Yacoub W 100-000   | Kitadai P 000-001        | NQ               | NQ                     | NQ                | NQ               | NQ                   | NQ       | [ 31 ] |
| Kilian Le Blouch | - 66 kg     | BYE                | Oates W 000-000          | An P 000-110     | NQ                     | NQ                | NQ               | NQ                   | NQ       | [ 31 ] |
| Pierre Duprat    | - 73 kg     | Hong K-h W 100-000 | Jarcew P 000-000         | NQ               | NQ                     | NQ                | NQ               | NQ                   | NQ       | [ 31 ] |
| Loïc Pietri      | - 81 kg     | BYE                | Valois-Fortier P 000-001 | NQ               | NQ                     | NQ                | NQ               | NQ                   | NQ       | [ 31 ] |
| Alexandre Iddir  | - 90 kg     | BYE                | Grossklaus W 000-000     | Brown W 010-000  | Baker P 000-100        | NQ                | Nyman P 000-100  | NQ                   | 7.       | [ 31 ] |
| Cyrille Maret    | - 100 kg    | BYE                | Traoré W 100-000         | Grol W 001-000   | Gviniashvili W 010-000 | Krpálek P 000-100 | —                | Frey W 100-000       | brąz     | [ 31 ] |
| Teddy Riner      | +100 kg     | —                  | BYE                      | Tayeb W 100-000  | Silva W 010-000        | Sason W 010-000   | —                | Harasawa W 000-000 S | złoto    | [ 31 ] |

Kobiety
| Zawodniczka         | Konkurencja | 1/16                | 1/8                    | Ćwierćfinał         | Półfinał            | Repasaż             | Finał/BM            | Finał/BM | Źródło |
| Zawodniczka         | Konkurencja | Przeciwniczka Wynik | Przeciwniczka Wynik    | Przeciwniczka Wynik | Przeciwniczka Wynik | Przeciwniczka Wynik | Przeciwniczka Wynik | Pozycja  | Źródło |
| ------------------- | ----------- | ------------------- | ---------------------- | ------------------- | ------------------- | ------------------- | ------------------- | -------- | ------ |
| Laëtitia Payet      | - 48 kg     | Rayner W 101-000    | Uranceceg P 000-100    | NQ                  | NQ                  | NQ                  | NQ                  | NQ       | [ 31 ] |
| Priscilla Gneto     | - 52 kg     | Tschopp P 000-100   | NQ                     | NQ                  | NQ                  | NQ                  | NQ                  | NQ       | [ 31 ] |
| Automne Pavia       | - 57 kg     | BYE                 | Smythe-Davis W 100-000 | Matsumoto P 000-010 | NQ                  | Monteiro P 000-100  | NQ                  | 7.       | [ 31 ] |
| Clarisse Agbegnenou | - 63 kg     | BYE                 | Katipoğlu W 102-000    | van Emden W 101-000 | Tashiro W 000-000 S | —                   | Trstenjak P 000-101 | srebro   | [ 31 ] |
| Gévrise Émane       | - 70 kg     | BYE                 | Conway P 001-100       | NQ                  | NQ                  | NQ                  | NQ                  | NQ       | [ 31 ] |
| Audrey Tcheuméo     | - 78 kg     | BYE                 | Sol W 100-000          | Powell W 000-000 S  | Aguiar W 000-000 S  | —                   | Harrison P 000-100  | srebro   | [ 31 ] |
| Émilie Andéol       | +78 kg      | BYE                 | Zambotti W 000-000 S   | Rouhou W 000-000 S  | Yu W 100-000        | —                   | Ortíz W 100-000     | złoto    | [ 31 ] |

### Kajakarstwo

#### Kajakarstwo górskie
Mężczyźni
| Zawodnik                       | Konkurencja | Eliminacje | Eliminacje | Eliminacje | Eliminacje | Eliminacje | Eliminacje | Półfinał | Półfinał | Finał  | Finał   | Źródło |
| Zawodnik                       | Konkurencja | Zjazd 1    | Miejsce    | Zjazd 2    | Miejsce    | Najlepszy  | Miejsce    | Czas     | Miejsce  | Czas   | Miejsce | Źródło |
| ------------------------------ | ----------- | ---------- | ---------- | ---------- | ---------- | ---------- | ---------- | -------- | -------- | ------ | ------- | ------ |
| Denis Gargaud Chanut           | C-1         | 102,03     | 11.        | 93,48      | 2.         | 93,48      | 2. Q       | 98,06    | 3. Q     | 94,17  | złoto   | [ 32 ] |
| Gauthier Klauss Matthieu Péché | C-2         | 103,35     | 3.         | 102,43     | 1.         | 102,43     | 2. Q       | 110,19   | 5. Q     | 103,24 | brąz    | [ 32 ] |
| Sébastien Combot               | K-1         | 89,13      | 5.         | 88,94      | 5.         | 88,94      | 9. Q       | 94,59    | 8. Q     | 92,55  | 7.      | [ 32 ] |

Kobiety
| Zawodniczka        | Konkurencja | Eliminacje | Eliminacje | Eliminacje | Eliminacje | Eliminacje | Eliminacje | Półfinał | Półfinał | Finał | Finał   | Źródło |
| Zawodniczka        | Konkurencja | Zjazd 1    | Miejsce    | Zjazd 2    | Miejsce    | Najlepszy  | Miejsce    | Czas     | Miejsce  | Czas  | Miejsce | Źródło |
| ------------------ | ----------- | ---------- | ---------- | ---------- | ---------- | ---------- | ---------- | -------- | -------- | ----- | ------- | ------ |
| Marie-Zélia Lafont | K-1         | 110,52     | 11.        | 118,67     | 13.        | 110,52     | 16.        | NQ       | NQ       | NQ    | NQ      | [ 32 ] |

#### Kajakarstwo klasyczne
Mężczyźni
| Zawodnik                                                   | Konkurencje | Eliminacje | Eliminacje | Półfinał | Półfinał | Finał    | Finał   | Źródło |
| Zawodnik                                                   | Konkurencje | Czas       | Miejsce    | Czas     | Miejsce  | Czas     | Miejsce | Źródło |
| ---------------------------------------------------------- | ----------- | ---------- | ---------- | -------- | -------- | -------- | ------- | ------ |
| Thomas Simart                                              | C-1 200 m   | 40,415     | 1. Q       | 40,670   | 2. FA    | 40,180   | 8.      | [ 33 ] |
| Adrien Bart                                                | C-1 1000 m  | 4:10,043   | 5. Q       | 4:08,593 | 5. FB    | 4:00,911 | 10.     | [ 33 ] |
| Maxime Beaumont                                            | K-1 200 m   | 34,322     | 1. Q       | 34,398   | 1. FA    | 35,362   | srebro  | [ 33 ] |
| Cyrille Carré                                              | K-1 1000 m  | 3:36,322   | 3. Q       | 3:38,115 | 6. FB    | 3:36,606 | 13.     | [ 33 ] |
| Maxime Beaumont Sébastien Jouve                            | K-2 200 m   | 31,855     | 3. Q       | 32,526   | 2. FA    | 32,699   | 7.      | [ 33 ] |
| Étienne Hubert Arnaud Hybois                               | K-2 1000 m  | 3:25,654   | 4. Q       | 3:21,100 | 5. FB    | 3:19,415 | 10.     | [ 33 ] |
| Arnaud Hybois Étienne Hubert Sébastien Jouve Cyrille Carré | K-4 1000 m  | 3:02,376   | 5. Q       | 3:00,896 | 3. FA    | 3:07,488 | 7.      | [ 33 ] |

Kobiety
| Zawodniczka                                          | Konkurencje | Eliminacje | Eliminacje | Półfinał | Półfinał | Finał    | Finał   | Źródło |
| Zawodniczka                                          | Konkurencje | Czas       | Miejsce    | Czas     | Miejsce  | Czas     | Miejsce | Źródło |
| ---------------------------------------------------- | ----------- | ---------- | ---------- | -------- | -------- | -------- | ------- | ------ |
| Sarah Guyot                                          | K-1 200 m   | 40,317     | 1. Q       | 40,516   | 2. FA    | 40,894   | 5.      | [ 33 ] |
| Manon Hostens Léa Jamelot Amandine Lhote Sarah Troël | K-4 500 m   | 1:37,03    | 6. Q       | 1:39,06  | 6. FB    | 1:41,069 | 12.     | [ 33 ] |

### Kolarstwo

#### Kolarstwo BMX
| Zawodnicy       | Konkurencja | Eliminacje | Eliminacje | Ćwierćfinał | Ćwierćfinał | Półfinał | Półfinał | Finał    | Finał   | Źródło |
| Zawodnicy       | Konkurencja | Wynik      | Miejsce    | Punkty      | Miejsce     | Punkty   | Miejsce  | Wynik    | Miejsce | Źródło |
| --------------- | ----------- | ---------- | ---------- | ----------- | ----------- | -------- | -------- | -------- | ------- | ------ |
| Joris Daudet    | mężczyźni   | 34,617     | 1.         | 18          | 6.          | NQ       | NQ       | NQ       | NQ      | [ 34 ] |
| Amidou Mir      | mężczyźni   | 35,248     | 11.        | 14          | 5.          | NQ       | NQ       | NQ       | NQ      | [ 34 ] |
| Jérémy Rencurel | mężczyźni   | 35,884     | 22.        | 28          | 7.          | NQ       | NQ       | NQ       | NQ      | [ 34 ] |
| Manon Valentino | kobiety     | 36,377     | 12.        | —           | —           | 12       | 4. Q     | 2:41,109 | 8.      | [ 35 ] |

#### Kolarstwo górskie
| Zawodnicy              | Konkurencja | Czas    | Miejsce | Źródło |
| ---------------------- | ----------- | ------- | ------- | ------ |
| Julien Absalon         | mężczyźni   | 1:36:43 | 8.      | [ 36 ] |
| Victor Koretzky        | mężczyźni   | 1:37:27 | 10.     | [ 36 ] |
| Maxime Marotte         | mężczyźni   | 1:35:01 | 4.      | [ 36 ] |
| Perrine Clauzel        | kobiety     | 1:42:23 | 26.     | [ 37 ] |
| Pauline Ferrand-Prévot | kobiety     | DNF     | DNF     | [ 37 ] |

#### Kolarstwo szosowe
Mężczyźni
| Zawodnik           | Konkurencja                | Czas       | Miejsce | Źródło |
| ------------------ | -------------------------- | ---------- | ------- | ------ |
| Julian Alaphilippe | Jazda indywidualna na czas | 1:24:39,99 | 32.     | [ 38 ] |
| Julian Alaphilippe | Wyścig ze startu wspólnego | 6:10:27    | 4.      | [ 39 ] |
| Romain Bardet      | Wyścig ze startu wspólnego | 6:16:17    | 24.     | [ 39 ] |
| Warren Barguil     | Wyścig ze startu wspólnego | DNF        | DNF     | [ 39 ] |
| Alexis Vuillermoz  | Wyścig ze startu wspólnego | 6:16:17    | 23.     | [ 39 ] |
| Alexis Vuillermoz  | Jazda indywidualna na czas | 1:20:43,87 | 29.     | [ 38 ] |

Kobiety
| Zawodniczka            | Konkurencja                | Czas     | Miejsce | Źródło |
| ---------------------- | -------------------------- | -------- | ------- | ------ |
| Audrey Cordon          | Jazda indywidualna na czas | 49:32,87 | 24.     | [ 40 ] |
| Audrey Cordon          | Wyścig ze startu wspólnego | 4:01:04  | 37.     | [ 41 ] |
| Pauline Ferrand-Prévot | Wyścig ze startu wspólnego | 3:56:34  | 26.     | [ 41 ] |

#### Kolarstwo torowe
Sprint
| Zawodnik        | Konkurencja | Kwalifikacje         | Kwalifikacje | Runda 1          | Repasaż              | Runda 2           | Repasaż              | Ćwierćfinały    | Półfinały       | Finał                              | Finał   | Źródło |
| Zawodnik        | Konkurencja | Czas Prędkość (km/h) | Pozycja      | Przeciwnik Czas  | Przeciwnik Czas      | Przeciwnik Czas   | Przeciwnik Czas      | Przeciwnik Czas | Przeciwnik Czas | Przeciwnik Czas                    | Pozycja | Źródło |
| --------------- | ----------- | -------------------- | ------------ | ---------------- | -------------------- | ----------------- | -------------------- | --------------- | --------------- | ---------------------------------- | ------- | ------ |
| Grégory Baugé   | mężczyźni   | 9,807 73,416         | 6. Q         | Kelemen W 10,214 | —                    | Hoogland W 10,103 | —                    | Dmitrijew P     | NQ              | o 5. miejsce Eilers Xu Constable P | 7.      | [ 42 ] |
| François Pervis | mężczyźni   | 9,898 72,741         | 11. Q        | Hoogland P       | Sarnecki Puerta P    | NQ                | NQ                   | NQ              | NQ              | NQ                                 | NQ      | [ 42 ] |
| Sandie Clair    | kobiety     | 11,517 62,516        | 25.          | NQ               | NQ                   | NQ                | NQ                   | NQ              | NQ              | NQ                                 | NQ      | [ 43 ] |
| Virginie Cueff  | kobiety     | 11,099 64,870        | 16. Q        | Lee P            | Morton Gong W 11,496 | James P           | Krupeckaitė Hansen P | NQ              | NQ              | o 9. miejsce Hansen Welte Meares P | 12.     | [ 43 ] |

| Zawodnicy                                       | Konkurencja | Kwalifikacje         | Kwalifikacje | Półfinały         | Półfinały | Finał                | Finał   | Źródło |
| Zawodnicy                                       | Konkurencja | Czas Prędkość (km/h) | Pozycja      | Przeciwnik Czas   | Pozycja   | Przeciwnik Czas      | Pozycja | Źródło |
| ----------------------------------------------- | ----------- | -------------------- | ------------ | ----------------- | --------- | -------------------- | ------- | ------ |
| Grégory Baugé Michaël D’Almeida François Pervis | mężczyźni   | 43,185 62,521        | 4. Q         | Polska · W 43,153 | 3. FB     | Australia · W 43,143 | brąz    | [ 44 ] |
| Sandie Clair Virginie Cueff                     | kobiety     | 33,625 53,531        | 6. Q         | Niemcy · P 33,517 | 6.        | NQ                   | NQ      | [ 45 ] |

Keirin
| Zawodnik          | Konkurencja | Runda 1 | Repesaż | Runda 2 | Finał   | Źródło |
| Zawodnik          | Konkurencja | Pozycja | Pozycja | Pozycja | Pozycja | Źródło |
| ----------------- | ----------- | ------- | ------- | ------- | ------- | ------ |
| Michaël D’Almeida | mężczyźni   | 1. Q    | BYE     | 6. Q    | 8.      | [ 46 ] |
| François Pervis   | mężczyźni   | 3.R     | 1. Q    | 5. Q    | 11.     | [ 46 ] |
| Sandie Clair      | kobiety     | 6. Q    | 3.      | NQ      | NQ      | [ 47 ] |
| Virginie Cueff    | kobiety     | DNFR    | 3.      | NQ      | NQ      | [ 47 ] |

Omnium
| Zawodnik       | Konkurencja | Okrążenie start lotny | Okrążenie start lotny | Wyścig punktowy | Wyścig punktowy | Wyścig eliminacyjny | Wyścig na dochodzenie | Wyścig na dochodzenie | Scratch | Wyścig czasowy | Wyścig czasowy | Suma punktów | Pozycja | Źródło |
| Zawodnik       | Konkurencja | Czas                  | M.                    | Punkty          | M.              | Miejsce             | Czas                  | M.                    | M.      | Czas           | M.             | Suma punktów | Pozycja | Źródło |
| -------------- | ----------- | --------------------- | --------------------- | --------------- | --------------- | ------------------- | --------------------- | --------------------- | ------- | -------------- | -------------- | ------------ | ------- | ------ |
| Laurie Berthon | kobiety     | 13,903                | 3.                    | 23              | 9.              | 9.                  | 3:40,180              | 12.                   | 8.      | 35,275         | 3.             | 163          | 10.     | [ 48 ] |
| Thomas Boudat  | mężczyźni   | 13,272                | 9.                    | 22              | 6.              | 2.                  | 4:19.918              | 5.                    | 3.      | 1:04.227       | 11.            | 172          | 5.      | [ 49 ] |

### Koszykówka

#### Turniej mężczyzn
- Reprezentacja mężczyzn

Trener: Vincent Collet
| - Thomas Heurtel - Nicolas Batum - Antoine Diot - Joffrey Lauvergne - Charles Lombahe-Kahudi - Tony Parker |  | - Florent Piétrus - Nando De Colo - Boris Diaw - Mickaël Gelabale - Rudy Gobert - Kim Tillie |

Źródło:
Grupa A
| Miejsce | Drużyna           | Mecze | Punkty | Zwyc. | Por. | Kosze   |
| ------- | ----------------- | ----- | ------ | ----- | ---- | ------- |
| 1       | Stany Zjednoczone | 5     | 10     | 5     | 0    | 524-407 |
| 2       | Australia         | 5     | 9      | 4     | 1    | 444-368 |
| 3       | Francja           | 5     | 8      | 3     | 2    | 423-378 |
| 4       | Serbia            | 5     | 7      | 2     | 3    | 426-387 |
| 5       | Wenezuela         | 5     | 6      | 1     | 4    | 315-444 |
| 6       | Chiny             | 5     | 5      | 0     | 5    | 318-466 |

| 6 sierpnia 201614:15 | Australia                                                       | 87:66(20:14, 16:19, 25:15, 26:18) | Francja                                                             | Carioca Arena 1, Rio de Janeiro Widzów: 8719 Sędzia: * Cristiano Maranho - Steven Anderson - Ferdinand Pascual |
| 6 sierpnia 201614:15 | Pkt:Patrick Mills 21 Zb:Aron Baynes 8 As:Matthew Dellavedova 10 | 87:66(20:14, 16:19, 25:15, 26:18) | Pkt:Tony Parker 18 Zb:Rudy Gobert 6 As:Boris Diaw, Thomas Heurtel 3 | Carioca Arena 1, Rio de Janeiro Widzów: 8719 Sędzia: * Cristiano Maranho - Steven Anderson - Ferdinand Pascual |

| 8 sierpnia 201622:30 | Francja                                                   | 88:60(19:14, 23:9, 22:22, 24:15) | Chiny                                                              | Carioca Arena 1, Rio de Janeiro Widzów: 6360 Sędzia: * Juan Carlos García - Roberto Vázquez - Piotr Pastusiak |
| 8 sierpnia 201622:30 | Pkt:Nando De Colo 19 Zb:Nicolas Batum 10 As:Tony Parker 8 | 88:60(19:14, 23:9, 22:22, 24:15) | Pkt:Yi Jianlian 19 Zb:Yi Jianlian 6 As:Ding Yanyuhang, Guo Ailun 4 | Carioca Arena 1, Rio de Janeiro Widzów: 6360 Sędzia: * Juan Carlos García - Roberto Vázquez - Piotr Pastusiak |

| 10 sierpnia 201614:15 | Serbia                                                          | 75:76(17:26, 19:14, 24:17, 15:19) | Francja                                              | Carioca Arena 1, Rio de Janeiro Widzów: 6901 Sędzia: * Borys Ryżyk - Stephen Seibel - Oļegs Latiševs |
| 10 sierpnia 201614:15 | Pkt:Miroslav Raduljica 16 Zb:Nikola Jokić 7 As:Miloš Teodosić 9 | 75:76(17:26, 19:14, 24:17, 15:19) | Pkt:Nando De Colo 22 Zb:Boris Diaw 9 As:Boris Diaw 9 | Carioca Arena 1, Rio de Janeiro Widzów: 6901 Sędzia: * Borys Ryżyk - Stephen Seibel - Oļegs Latiševs |

| 12 sierpnia 201622:30 | Francja                                                                   | 96:56(23:18, 19:12, 24:17, 30:9) | Wenezuela                                                  | Carioca Arena 1, Rio de Janeiro Widzów: 7312 Sędzia: * Cristiano Maranho - Robert Lottermoser - Ferdinand Pascual |
| 12 sierpnia 201622:30 | Pkt:Joffrey Lauvergne 17 Zb:Charles Lombahe-Kahudi 12 As:Thomas Heurtel 8 | 96:56(23:18, 19:12, 24:17, 30:9) | Pkt:Gregory Echenique 12 Zb:Gregory Vargas 7 As:John Cox 4 | Carioca Arena 1, Rio de Janeiro Widzów: 7312 Sędzia: * Cristiano Maranho - Robert Lottermoser - Ferdinand Pascual |

| 14 sierpnia 201614:15 | Stany Zjednoczone                                         | 100:97(30:24, 25:22, 26:23, 19:28) | Francja                                                                | Carioca Arena 1, Rio de Janeiro Widzów: 11302 Sędzia: * Borys Ryżyk - José Reyes - Damir Javor |
| 14 sierpnia 201614:15 | Pkt:Klay Thompson 30 Zb:Kevin Durant 6 As:Kyrie Irving 12 | 100:97(30:24, 25:22, 26:23, 19:28) | Pkt:De Colo, Thomas Heurtel 18 Zb:Thomas Heurtel 8 As:Thomas Heurtel 9 | Carioca Arena 1, Rio de Janeiro Widzów: 11302 Sędzia: * Borys Ryżyk - José Reyes - Damir Javor |

Ćwierćfinał
| 17 sierpnia 201614:30 | Hiszpania                                                     | 92:67(19:16, 24:14, 26:19, 23:18) | Francja                                              | Carioca Arena 1, Rio de Janeiro Widzów: 9725 Sędzia: * José Reese - Damir Javor - Oļegs Latiševs |
| 17 sierpnia 201614:30 | Pkt:Nikola Mirotić 23 Zb:Pau Gasol 8 As:Juan Carlos Navarro 5 | 92:67(19:16, 24:14, 26:19, 23:18) | Pkt:Tony Parker 14 Zb:Rudy Gobert 12 As:Boris Diaw 5 | Carioca Arena 1, Rio de Janeiro Widzów: 9725 Sędzia: * José Reese - Damir Javor - Oļegs Latiševs |

#### Turniej kobiet
- Reprezentacja kobiet

Trener: Valérie Garnier
| - Isabelle Yacoubou-Dehoui (k) - Endéné Miyem - Sandrine Gruda - Sarah Michel - Valériane Ayayi - Gaëlle Skrela |  | - Héléna Ciak - Marine Johannès - Amel Bouderra - Laetitia Kamba - Olivia Époupa - Marielle Amant |

Źródło:
Grupa A
| Miejsce | Drużyna   | Mecze | Punkty | Zwyc. | Por. | Kosze   |
| ------- | --------- | ----- | ------ | ----- | ---- | ------- |
| 1       | Australia | 5     | 10     | 5     | 0    | 400-345 |
| 2       | Francja   | 5     | 8      | 3     | 2    | 344-343 |
| 3       | Turcja    | 5     | 8      | 3     | 2    | 324-325 |
| 4       | Białoruś  | 5     | 8      | 3     | 2    | 386-378 |
| 5       | Japonia   | 5     | 6      | 1     | 4    | 347-361 |
| 6       | Brazylia  | 5     | 5      | 0     | 5    | 335-384 |

| 6 sierpnia 201612:00 | Turcja                                                         | 39:55(16:8, 3:14, 16:19, 4:14) | Francja                                                                             | Youth Arena, Rio de Janeiro Widzów: 2042 Sędzia: * Guilherme Locatelli - Scott Beker - Natalia Cuello |
| 6 sierpnia 201612:00 | Pkt:Nevriye Yılmaz 16 Zb:Nevriye Yılmaz 6 As:Birsel Vardarlı 5 | 39:55(16:8, 3:14, 16:19, 4:14) | Pkt:Sarah Michel, Endéné Miyem 14 Zb:Isabelle Yacoubou-Dehoui 11 As:Olivia Époupa 5 | Youth Arena, Rio de Janeiro Widzów: 2042 Sędzia: * Guilherme Locatelli - Scott Beker - Natalia Cuello |

| 7 sierpnia 201619:45 | Francja                                                   | 73:72(14:22, 20:20, 18:11, 21:9) | Białoruś                                                                 | Youth Arena, Rio de Janeiro Widzów: 2075 Sędzia: * Ferdinand Pascual - Duan Zhu - Vaughan Mayberry |
| 7 sierpnia 201619:45 | Pkt:Olivia Époupa 16 Zb:Sarah Michel 8 As:Olivia Époupa 5 | 73:72(14:22, 20:20, 18:11, 21:9) | Pkt:Tacciana Lichtarowicz 16 Zb:Jelena Leuczanka 13 As:Lindsey Harding 8 | Youth Arena, Rio de Janeiro Widzów: 2075 Sędzia: * Ferdinand Pascual - Duan Zhu - Vaughan Mayberry |

| 9 sierpnia 201612:15 | Australia                                                            | 89:71(21:19, 25:10, 23:21, 20:21) | Francja                                                    | Youth Arena, Rio de Janeiro Widzów: 1481 Sędzia: * Borys Ryżyk - Duan Zhu - Hwang In-tae |
| 9 sierpnia 201612:15 | Pkt:Penny Taylor-Gil 31 Zb:Elizabeth Cambage 7 As:Penny Taylor-Gil 9 | 89:71(21:19, 25:10, 23:21, 20:21) | Pkt:Olivia Époupa 15 Zb:Olivia Époupa 7 As:Amel Bouderra 4 | Youth Arena, Rio de Janeiro Widzów: 1481 Sędzia: * Borys Ryżyk - Duan Zhu - Hwang In-tae |

| 11 sierpnia 201615:30 | Francja                                                     | 74:64(20:20, 15:9, 22:19, 17:16) | Brazylia                                                             | Youth Arena, Rio de Janeiro Widzów: 3128 Sędzia: * Juan Carlos García - Karen Lasuik - Ferdinand Pascual |
| 11 sierpnia 201615:30 | Pkt:Gaëlle Skrela 16 Zb:Sandrine Gruda 8 As:Olivia Époupa 4 | 74:64(20:20, 15:9, 22:19, 17:16) | Pkt:Damiris Dantas 29 Zb:Clarissa dos Santos 8 As:trzy zawodniczki 3 | Youth Arena, Rio de Janeiro Widzów: 3128 Sędzia: * Juan Carlos García - Karen Lasuik - Ferdinand Pascual |

| 13 sierpnia 201617:45 | Japonia                                                     | 79:71(17:19, 23:13, 23:22, 16:17) | Francja                                                                | Youth Arena, Rio de Janeiro Widzów: 3351 Sędzia: * Sreten Radović - Carlos Peruga - Carlos Júlio |
| 13 sierpnia 201617:45 | Pkt:Asami Yoshida 24 Zb:Ramu Tokashiki 7 As:Asami Yoshida 7 | 79:71(17:19, 23:13, 23:22, 16:17) | Pkt:Époupa, Yacoubou-Dehoui 14 Zb:Sandrine Gruda 9 As:Sandrine Gruda 4 | Youth Arena, Rio de Janeiro Widzów: 3351 Sędzia: * Sreten Radović - Carlos Peruga - Carlos Júlio |

Ćwierćfinał
| 16 sierpnia 201622:15 | Francja                                                       | 68:63(16:25, 16:12, 18:13, 18:13) | Kanada                                                      | Carioca Arena 1, Rio de Janeiro Widzów: 7200 Sędzia: * Sreten Radović - Vaughan Mayberry - Hwang In-tae |
| 16 sierpnia 201622:15 | Pkt:Sandrine Gruda 14 Zb:Sandrine Gruda 10 As:Olivia Époupa 6 | 68:63(16:25, 16:12, 18:13, 18:13) | Pkt:Kim Gaucher 15 Zb:trzy zawodniczki 5 As:Tamara Tatham 4 | Carioca Arena 1, Rio de Janeiro Widzów: 7200 Sędzia: * Sreten Radović - Vaughan Mayberry - Hwang In-tae |

Półfinał
| 18 sierpnia 201619:00 | Francja                                                               | 67:86(15:19, 21:21, 8:25, 23:21) | Stany Zjednoczone                                          | Carioca Arena 1, Rio de Janeiro Widzów: 8431 Sędzia: * Ferdinand Pascual - Karen Lasuik - Duan Zhu |
| 18 sierpnia 201619:00 | Pkt:Isabelle Yacoubou-Dehoui 14 Zb:Sandrine Gruda 6 As:Sarah Michel 3 | 67:86(15:19, 21:21, 8:25, 23:21) | Pkt:Diana Taurasi 18 Zb:Sylvia Fowles 9 As:Diana Taurasi 4 | Carioca Arena 1, Rio de Janeiro Widzów: 8431 Sędzia: * Ferdinand Pascual - Karen Lasuik - Duan Zhu |

Mecz o 3. miejsce
| 20 sierpnia 201611:30 | Francja                                                               | 63:70(10:18, 17:9, 15:28, 21:5) | Serbia                                                        | Carioca Arena 1, Rio de Janeiro Widzów: 9039 Sędzia: * Carlos Peruga - Anne Panther - Natalia Cuello |
| 20 sierpnia 201611:30 | Pkt:Endéné Miyem 18 Zb:Isabelle Yacoubou-Dehoui 10 As:Olivia Époupa 4 | 63:70(10:18, 17:9, 15:28, 21:5) | Pkt:Jelena Milovanović 18 Zb:Danielle Page 8 As:Ana Dabović 5 | Carioca Arena 1, Rio de Janeiro Widzów: 9039 Sędzia: * Carlos Peruga - Anne Panther - Natalia Cuello |

### Lekkoatletyka
Mężczyźni
| Zawodnik                                                                                          | Konkurencja           | Eliminacje | Eliminacje | Ćwierćfinał | Ćwierćfinał | Półfinał | Półfinał | Finał   | Finał   | Źródło |
| Zawodnik                                                                                          | Konkurencja           | Wynik      | Miejsce    | Wynik       | Miejsce     | Wynik    | Miejsce  | Wynik   | Miejsce | Źródło |
| ------------------------------------------------------------------------------------------------- | --------------------- | ---------- | ---------- | ----------- | ----------- | -------- | -------- | ------- | ------- | ------ |
| Jimmy Vicaut                                                                                      | bieg na 100 m         | BYE        | BYE        | 10,19       | 4. q        | 9,95     | 1. Q     | 10,04   | 7.      | [ 66 ] |
| Christophe Lemaitre                                                                               | bieg na 100 m         | BYE        | BYE        | 10,16       | 3. q        | 10,07    | 3.       | NQ      | NQ      | [ 66 ] |
| Christophe Lemaitre                                                                               | bieg na 200 m         | 20,28      | 2. Q       | —           | —           | 20,01    | 2. Q     | 20,12   | brąz    | [ 67 ] |
| Pierre-Ambroise Bosse                                                                             | bieg na 800 m         | 1:48,12    | 1. Q       | —           | —           | 1:43,85  | 1. Q     | 1:43,41 | 4.      | [ 68 ] |
| Florian Carvalho                                                                                  | bieg na 1500 m        | 3:41,87    | 10.        | —           | —           | NQ       | NQ       | NQ      | NQ      | [ 69 ] |
| Dimitri Bascou                                                                                    | 110 m przez płotki    | 13,31      | 1. Q       | —           | —           | 13,23    | 1. Q     | 13,24   | brąz    | [ 70 ] |
| Wilhem Belocian                                                                                   | 110 m przez płotki    | DSQ        | DSQ        | —           | —           | NQ       | NQ       | NQ      | NQ      | [ 70 ] |
| Pascal Martinot-Lagarde                                                                           | 110 m przez płotki    | 13,36      | 2. Q       | —           | —           | 13,25    | 2. Q     | 13,29   | 4.      | [ 70 ] |
| Mahiedine Mekhissi-Benabbad                                                                       | 3000 m z przeszkodami | 8:26,32    | 3. Q       | —           | —           | —        | —        | 8:11,52 | brąz    | [ 71 ] |
| Yoann Kowal                                                                                       | 3000 m z przeszkodami | 8:23,49    | 5. q       | —           | —           | —        | —        | 8:16,75 | 5.      | [ 71 ] |
| Guy-Elphège Anouman Stuart Dutamby Christophe Lemaitre Marvin René Méba-Mickaël Zézé Jimmy Vicaut | sztafeta 4 × 100 m    | 38,35      | 5.         | —           | —           | —        | —        | NQ      | NQ      | [ 72 ] |
| Mame-Ibra Anne Teddy Atine-Venel Mamadou Kassé Hanne Mamoudou Hanne Thomas Jordier Ludvy Vaillant | sztafeta 4 × 400 m    | 3:00,82    | 6.         | —           | —           | —        | —        | NQ      | NQ      | [ 73 ] |
| Kévin Campion                                                                                     | chód na 20 km         | —          | —          | —           | —           | —        | —        | 1:26:22 | 49.     | [ 74 ] |
| Yohann Diniz                                                                                      | chód na 50 km         | —          | —          | —           | —           | —        | —        | 3:46:43 | 8.      | [ 75 ] |

| Zawodnik          | Konkurencja   | Eliminacje | Eliminacje | Finał    | Finał   | Źródło |
| Zawodnik          | Konkurencja   | Rezultat   | Miejsce    | Rezultat | Miejsce | Źródło |
| ----------------- | ------------- | ---------- | ---------- | -------- | ------- | ------ |
| Renaud Lavillenie | skok o tyczce | 5,70       | 4. Q       | 5,98     | srebro  | [ 76 ] |
| Stanley Joseph    | skok o tyczce | 5,45       | 16.        | NQ       | NQ      | [ 76 ] |
| Kévin Menaldo     | skok o tyczce | 5,45       | 16.        | NQ       | NQ      | [ 76 ] |
| Kafétien Gomis    | skok w dal    | 7,89       | 11. q      | 8,05     | 8.      | [ 77 ] |
| Benjamin Compaoré | trójskok      | 16,72      | 9. Q       | 16,54    | 10.     | [ 78 ] |
| Harold Correa     | trójskok      | 16,60      | 13.        | NQ       | NQ      | [ 78 ] |

Dziesięciobój
| Zawodnik       | Konkurencja | 100 m | LJ   | SP    | HJ   | 400 m | 110H  | DT    | PV   | JT    | 1500 m  | Razem   | Pozycja | Źródło |
| -------------- | ----------- | ----- | ---- | ----- | ---- | ----- | ----- | ----- | ---- | ----- | ------- | ------- | ------- | ------ |
| Bastien Auzeil | Rezultat    | 11,1  | 7,07 | 15,41 | 1,98 | 49,34 | 14,82 | 42,23 | 5,10 | 61,91 | 4:40,50 | 8064    | 13.     | [ 79 ] |
| Bastien Auzeil | Punkty      | 823   | 830  | 815   | 785  | 845   | 871   | 710   | 941  | 967   | 677     | 8064    | 13.     | [ 79 ] |
| Kévin Mayer    | Rezultat    | 10,81 | 7,60 | 15,76 | 2,04 | 48,28 | 14,02 | 46,78 | 5,40 | 65,04 | 4:25,49 | 8834 NR | srebro  | [ 79 ] |
| Kévin Mayer    | Punkty      | 903   | 960  | 836   | 840  | 896   | 972   | 804   | 1035 | 814   | 774     | 8834 NR | srebro  | [ 79 ] |

Kobiety
| Zawodniczka                                                                                     | Konkurencja                | Eliminacje | Eliminacje | Półfinał | Półfinał | Finał   | Finał   | Źródło |
| Zawodniczka                                                                                     | Konkurencja                | Wynik      | Miejsce    | Wynik    | Miejsce  | Wynik   | Miejsce | Źródło |
| ----------------------------------------------------------------------------------------------- | -------------------------- | ---------- | ---------- | -------- | -------- | ------- | ------- | ------ |
| Floria Gueï                                                                                     | bieg na 400 m              | 51,29      | 3. q       | 51,08    | 4.       | NQ      | NQ      | [ 80 ] |
| Justine Fedronic                                                                                | bieg na 800 m              | 2:02,73    | 5.         | NQ       | NQ       | NQ      | NQ      | [ 81 ] |
| Rénelle Lamote                                                                                  | bieg na 800 m              | 2:02,19    | 5.         | NQ       | NQ       | NQ      | NQ      | [ 81 ] |
| Cindy Billaud                                                                                   | bieg na 100 m przez płotki | 12,98      | 5. q       | 13,03    | 6.       | NQ      | NQ      | [ 82 ] |
| Sandra Gomis                                                                                    | bieg na 100 m przez płotki | 13,04      | 3. Q       | 13,23    | 7.       | NQ      | NQ      | [ 82 ] |
| Phara Anacharsis                                                                                | bieg na 400 m przez płotki | 56,64      | 5.         | NQ       | NQ       | NQ      | NQ      | [ 83 ] |
| Christelle Daunay                                                                               | maraton                    | —          | —          | —        | —        | DNF     | DNF     | [ 84 ] |
| Stella Akakpo Céline Distel-Bonnet Floriane Gnafoua Jennifer Galais Maroussia Paré Carolle Zahi | sztafeta 4 × 100 m         | 43,07      | 4.         | —        | —        | NQ      | NQ      | [ 85 ] |
| Phara Anacharsis Elea Mariama Diarra Floria Gueï Marie Gayot Brigitte Ntiamoah Agnès Raharolahy | sztafeta 4 × 400 m         | 3:26,18    | 5.         | —        | —        | NQ      | NQ      | [ 86 ] |
| Émilie Menuet                                                                                   | chód na 20 km              | —          | —          | —        | —        | 1:32:04 | 13.     | [ 87 ] |

| Zawodniczka           | Konkurencja    | Eliminacje | Eliminacje | Finał    | Finał   | Źródło |
| Zawodniczka           | Konkurencja    | Rezultat   | Miejsce    | Rezultat | Miejsce | Źródło |
| --------------------- | -------------- | ---------- | ---------- | -------- | ------- | ------ |
| Jeanine Assani Issouf | trójskok       | 13,97      | 19.        | NQ       | NQ      | [ 88 ] |
| Vanessa Boslak        | skok o tyczce  | 4,30       | 28.        | NQ       | NQ      | [ 89 ] |
| Pauline Pousse        | rzut dyskiem   | 58,98      | 13.        | NQ       | NQ      | [ 90 ] |
| Mélina Robert-Michon  | rzut dyskiem   | 62,59      | 7. Q       | 66,73 NR | srebro  | [ 90 ] |
| Alexandra Tavernier   | rzut młotem    | 70,30      | 12. q      | 65,18    | 11.     | [ 91 ] |
| Matilde Andraud       | rzut oszczepem | 56,61      | 24.        | NQ       | NQ      | [ 92 ] |

Siedmiobój
| Zawodniczka            | Konkurencja | 100H  | HJ   | SP    | 200 m | LJ   | JT    | 800 m   | Razem | Pozycja | Źródło |
| ---------------------- | ----------- | ----- | ---- | ----- | ----- | ---- | ----- | ------- | ----- | ------- | ------ |
| Antoinette Nana Djimou | Rezultat    | 13,37 | 1,77 | 14,88 | 25,07 | 6,43 | 48,76 | 2:20,36 | 6383  | 11.     | [ 93 ] |
| Antoinette Nana Djimou | Punkty      | 1069  | 941  | 853   | 880   | 985  | 836   | 819     | 6383  | 11.     | [ 93 ] |

### Łucznictwo
Mężczyźni
| Zawodnik                                          | Konkurencja   | Runda rankingowa | Runda rankingowa | 1/32             | 1/16             | 1/8              | Ćwierćfinał       | Półfinał           | Finał            | Finał   | Źródło |
| Zawodnik                                          | Konkurencja   | Punkty           | Rozstawienie     | Przeciwnik Wynik | Przeciwnik Wynik | Przeciwnik Wynik | Przeciwnik Wynik  | Przeciwnik Wynik   | Przeciwnik Wynik | Pozycja | Źródło |
| ------------------------------------------------- | ------------- | ---------------- | ---------------- | ---------------- | ---------------- | ---------------- | ----------------- | ------------------ | ---------------- | ------- | ------ |
| Lucas Daniel                                      | indywidualnie | 666              | 21.              | Alvariño P 0-6   | NQ               | NQ               | NQ                | NQ                 | NQ               | NQ      | [ 94 ] |
| Pierre Plihon                                     | indywidualnie | 657              | 36.              | Gazoz P 5-6      | NQ               | NQ               | NQ                | NQ                 | NQ               | NQ      | [ 94 ] |
| Jean-Charles Valladont                            | indywidualnie | 680              | 8.               | Kouassi W 6-4    | Ruban W 6-0      | Thamwong W 6-0   | Nespoli W 6-5     | van den Berg W 7-3 | Ku P 3-7         | srebro  | [ 94 ] |
| Lucas Daniel Pierre Plihon Jean-Charles Valladont | drużynowo     | 2003             | 5.               | —                | —                | Malezja · W 6-2  | Australia · P 3-5 | NQ                 | NQ               | NQ      | [ 95 ] |

### Pięciobój nowoczesny
| Zawodnik        | Konkurencja | Szermierka | Szermierka | Szermierka | Pływanie | Pływanie | Pływanie | Jazda konna | Jazda konna | Jazda konna | Kombinacja: strzelanie/bieg przełajowy | Kombinacja: strzelanie/bieg przełajowy | Kombinacja: strzelanie/bieg przełajowy | Suma punktów | Pozycja | Źródło |
| Zawodnik        | Konkurencja | Wynik      | M.         | Punkty     | Czas     | M.       | Punkty   | Kary        | M.          | Punkty      | Czas                                   | M.                                     | Punkty                                 | Suma punktów | Pozycja | Źródło |
| --------------- | ----------- | ---------- | ---------- | ---------- | -------- | -------- | -------- | ----------- | ----------- | ----------- | -------------------------------------- | -------------------------------------- | -------------------------------------- | ------------ | ------- | ------ |
| Valentin Belaud | mężczyźni   | 19-26      | 13.        | 214        | 2:04,34  | 31.      | 317      | 14          | 13.         | 286         | 11:39,37                               | 22.                                    | 601                                    | 1420         | 20.     | [ 96 ] |
| Valentin Prades | mężczyźni   | 21-14      | 4.         | 226        | 2:07,83  | 18.      | 327      | 23          | 23.         | 277         | 11:04,08                               | 3.                                     | 636                                    | 1467         | 4.      | [ 96 ] |
| Élodie Clouvel  | kobiety     | 21-14      | 7.         | 227        | 2:08,62  | 2.       | 315      | 7           | 11.         | 293         | 12:59,06                               | 17.                                    | 521                                    | 1356         | srebro  | [ 97 ] |

### Piłka nożna

#### Turniej kobiet
- Reprezentacja kobiet

Trener: Philippe Bergeroo
| - Méline Gérard - Griedge Mbock Bathy - Wendie Renard (k) - Sakina Karchaoui - Sabrina Delannoy - Amandine Henry - Amel Majri - Jessica Houara - Eugénie Le Sommer |  | - Camille Abily - Claire Lavogez - Élodie Thomis - Kadidiatou Diani - Louisa Nécib - Élise Bussaglia - Sarah Bouhaddi - Kheira Hamraoui - Marie-Laure Delie |

Źródło:
Grupa G
| Zespół            | M | Z | R | P | GZ | GS | GR | Pkt |
| ----------------- | - | - | - | - | -- | -- | -- | --- |
| Stany Zjednoczone | 3 | 2 | 1 | 0 | 5  | 2  | +2 | 7   |
| Francja           | 3 | 2 | 0 | 1 | 7  | 1  | +6 | 6   |
| Nowa Zelandia     | 3 | 1 | 0 | 2 | 1  | 5  | -4 | 3   |
| Kolumbia          | 3 | 0 | 1 | 2 | 2  | 7  | -5 | 1   |

| 4 sierpnia 2016 03:00 CET | Francja · Carolina Arias 2' (sam.) · Eugenie Le Sommer 14' · Camile Abily 42' · Amel Majri 82' | 4:0(3:0)Raport | Kolumbia | Estádio Mineirão, Belo Horizonte Widzów: 6 847 Sędzia: Ri Hyang-ok |
|                           |                                                                                                |                |          |                                                                    |

| 6 sierpnia 2016 22:00 CET | Stany Zjednoczone · Carli Lloyd 64' | 1:0(0:0)Raport | Francja | Estádio Mineirão, Belo Horizonte Widzów: 11 782 Sędzia: Claudia Umpierrez |
|                           |                                     |                |         |                                                                           |

| 10 sierpnia 2016 00:00 CET | Nowa Zelandia | 0:3(0:1)Raport | Francja · 38' Eugenie Le Sommer · 63', 90+2' (k) Louisa Nécib | Itaipava Arena Fonte Nova, Salvador Widzów: 7 350 Sędzia: Lucia Venegas |
|                            |               |                |                                                               |                                                                         |

Ćwierćfinał
| 13 sierpnia 2016 00:00 CET | Kanada · Sophie Schmidt 56' | 1:0(0:0)Raport | Francja | Arena Corinthians, São Paulo Widzów: 38 688 Sędzia: Claudia Umpierrez |
|                            |                             |                |         |                                                                       |

### Piłka ręczna

#### Turniej mężczyzn
- Reprezentacja mężczyzn

Trener: Claude Onesta
| - Daniel Narcisse - Vincent Gérard - Nikola Karabatić - Kentin Mahé - Mathieu Grébille - Thierry Omeyer - Timothey N'Guessan |  | - Luc Abalo - Cédric Sorhaindo - Michaël Guigou - Luka Karabatić - Ludovic Fabregas - Adrien Dipanda - Valentin Porte |

Źródło:
Grupa A
| Lp. | Drużyna   | M | Mecze | Mecze | Mecze | Bramki | Bramki | Bramki | Pkt |
| Lp. | Drużyna   | M | W     | R     | P     | +      | −      | +/−    | Pkt |
| --- | --------- | - | ----- | ----- | ----- | ------ | ------ | ------ | --- |
| 1.  | Chorwacja | 5 | 4     | 0     | 1     | 147    | 134    | +13    | 8   |
| 2.  | Francja   | 5 | 4     | 0     | 1     | 152    | 126    | +26    | 8   |
| 3.  | Dania     | 5 | 3     | 0     | 2     | 136    | 127    | +9     | 6   |
| 4.  | Katar     | 5 | 2     | 1     | 2     | 122    | 127    | −5     | 5   |
| 5.  | Argentyna | 5 | 1     | 0     | 4     | 110    | 126    | −16    | 2   |
| 6.  | Tunezja   | 5 | 0     | 1     | 4     | 118    | 145    | −27    | 1   |

Wyniki
| 7 sierpnia 201619:50 | Francja       | 25:23(16:11) | Tunezja     | Future Arena, Rio de Janeiro Widzów: 6058 Sędzia: Lars Geipel Marcus Helbig |
| 7 sierpnia 201619:50 | Kentin Mahé 6 | 25:23(16:11) | 6 Issam Tej | Future Arena, Rio de Janeiro Widzów: 6058 Sędzia: Lars Geipel Marcus Helbig |
| 7 sierpnia 201619:50 | 1× · 3×       | 25:23(16:11) | 6× · 4×     | Future Arena, Rio de Janeiro Widzów: 6058 Sędzia: Lars Geipel Marcus Helbig |

| 9 sierpnia 20169:30 | Katar                                                | 20:35(13:16) | Francja     | Future Arena, Rio de Janeiro Widzów: 4799 Sędzia: Vaclav Horáček Jiri Novotný |
| 9 sierpnia 20169:30 | Žarko Marković 4 · Marko Bagarić 4 · Rafael Capote 4 | 20:35(13:16) | 7 Luc Abalo | Future Arena, Rio de Janeiro Widzów: 4799 Sędzia: Vaclav Horáček Jiri Novotný |
| 9 sierpnia 20169:30 | 4× · 2×                                              | 20:35(13:16) | 3× · 3×     | Future Arena, Rio de Janeiro Widzów: 4799 Sędzia: Vaclav Horáček Jiri Novotný |

| 11 sierpnia 201621:50 | Francja      | 31:24(17:12) | Argentyna            | Future Arena, Rio de Janeiro Widzów: 9148 Sędzia: Ǵorgi Naczewski Sławe Nikołow |
| 11 sierpnia 201621:50 | Luc Abalo 7  | 31:24(17:12) | 8 Federico Fernández | Future Arena, Rio de Janeiro Widzów: 9148 Sędzia: Ǵorgi Naczewski Sławe Nikołow |
| 11 sierpnia 201621:50 | 4× · 3× · 1× | 31:24(17:12) | 5× · 3×              | Future Arena, Rio de Janeiro Widzów: 9148 Sędzia: Ǵorgi Naczewski Sławe Nikołow |

| 13 sierpnia 201611:30 | Chorwacja       | 29:28(14:12) | Francja           | Future Arena, Rio de Janeiro Widzów: 8922 Sędzia: Jónas Elíasson Anton Pálsson |
| 13 sierpnia 201611:30 | Marko Kopljar 6 | 29:28(14:12) | 10 Michael Guigou | Future Arena, Rio de Janeiro Widzów: 8922 Sędzia: Jónas Elíasson Anton Pálsson |
| 13 sierpnia 201611:30 | 5× · 4×         | 29:28(14:12) | 2× · 4×           | Future Arena, Rio de Janeiro Widzów: 8922 Sędzia: Jónas Elíasson Anton Pálsson |

| 15 sierpnia 201614:40 | Francja       | 33:30(17:16) | Dania           | Future Arena, Rio de Janeiro Widzów: 7847 Sędzia: David Sok Bojan Lah |
| 15 sierpnia 201614:40 | Kentin Mahe 9 | 33:30(17:16) | 8 Mikkel Hansen | Future Arena, Rio de Janeiro Widzów: 7847 Sędzia: David Sok Bojan Lah |
| 15 sierpnia 201614:40 | 3× · 2×       | 33:30(17:16) | 5× · 3×         | Future Arena, Rio de Janeiro Widzów: 7847 Sędzia: David Sok Bojan Lah |

Ćwierćfinał
| 17 sierpnia 201610:00 | Brazylia             | 27:34(16:16) | Francja          | Future Arena, Rio de Janeiro Widzów: (b.d.) Sędzia: Václav Horáček Jiří Novotný |
| 17 sierpnia 201610:00 | Thiagus Dos Santos 7 | 27:34(16:16) | 8 Michaël Guigou | Future Arena, Rio de Janeiro Widzów: (b.d.) Sędzia: Václav Horáček Jiří Novotný |
| 17 sierpnia 201610:00 | 4× · 3×              | 27:34(16:16) | 3× · 2×          | Future Arena, Rio de Janeiro Widzów: (b.d.) Sędzia: Václav Horáček Jiří Novotný |

Półfinał
| 19 sierpnia 201615:30 | Francja           | 29:28(16:13) | Niemcy            | Future Arena, Rio de Janeiro Widzów: 8795 Sędzia: Mads Hansen Martin Gjeding |
| 19 sierpnia 201615:30 | Daniel Narcisse 7 | 29:28(16:13) | 11 Uwe Gensheimer | Future Arena, Rio de Janeiro Widzów: 8795 Sędzia: Mads Hansen Martin Gjeding |
| 19 sierpnia 201615:30 | 4× · 3×           | 29:28(16:13) | 5× · 3×           | Future Arena, Rio de Janeiro Widzów: 8795 Sędzia: Mads Hansen Martin Gjeding |

Finał
| 21 sierpnia 201614:00 | Dania           | 28:26(16:14) | Francja          | Future Arena, Rio de Janeiro Widzów: 9978 Sędzia: Óscar Rayul Angel Sabroso Ramirez |
| 21 sierpnia 201614:00 | Mikkel Hansen 8 | 28:26(16:14) | 6 Michaël Guigou | Future Arena, Rio de Janeiro Widzów: 9978 Sędzia: Óscar Rayul Angel Sabroso Ramirez |
| 21 sierpnia 201614:00 | 4× · 2×         | 28:26(16:14) | 2× · 3×          | Future Arena, Rio de Janeiro Widzów: 9978 Sędzia: Óscar Rayul Angel Sabroso Ramirez |

#### Turniej kobiet
- Reprezentacja kobiet

Trener: Olivier Krumbholz
| - Laura Glauser - Blandine Dancette - Camille Ayglon - Allison Pineau - Laurisa Landre - Grace Zaadi - Amandine Leynaud |  | - Manon Houette - Siraba Dembélé - Chloé Bulleux - Béatrice Edwige - Estelle Nze Minko - Gnonsiane Niombla - Alexandra Lacrabère |

Źródło:
Grupa B
| Lp. | Drużyna          | M | Mecze | Mecze | Mecze | Bramki | Bramki | Bramki | Pkt |
| Lp. | Drużyna          | M | W     | R     | P     | +      | −      | +/−    | Pkt |
| --- | ---------------- | - | ----- | ----- | ----- | ------ | ------ | ------ | --- |
| 1.  | Rosja            | 5 | 5     | 0     | 0     | 165    | 147    | +18    | 10  |
| 2.  | Francja          | 5 | 4     | 0     | 1     | 118    | 93     | +25    | 8   |
| 3.  | Szwecja          | 5 | 2     | 1     | 2     | 150    | 141    | +9     | 5   |
| 4.  | Holandia         | 4 | 1     | 2     | 1     | 135    | 135    | 0      | 4   |
| 5.  | Korea Południowa | 5 | 1     | 1     | 3     | 130    | 136    | −6     | 3   |
| 6.  | Argentyna        | 5 | 0     | 0     | 5     | 101    | 147    | −46    | 0   |

Wyniki
| 6 sierpnia 201611:30 | Holandia      | 14:18(6:10) | Francja               | Future Arena, Rio de Janeiro Sędzia: Guro Roen Kjersti Arntsen |
| 6 sierpnia 201611:30 | Nycke Groot 3 | 14:18(6:10) | Alexandra Lacrabere 6 | Future Arena, Rio de Janeiro Sędzia: Guro Roen Kjersti Arntsen |
| 6 sierpnia 201611:30 | 5× · 3×       | 14:18(6:10) | 3× · 3×               | Future Arena, Rio de Janeiro Sędzia: Guro Roen Kjersti Arntsen |

| 8 sierpnia 201611:30 | Francja                | 25:26(10:15) | Rosja               | Future Arena, Rio de Janeiro Sędzia: Lah Sok |
| 8 sierpnia 201611:30 | Alexandra Lacrabère 11 | 25:26(10:15) | Polina Kuzniecowa 6 | Future Arena, Rio de Janeiro Sędzia: Lah Sok |
| 8 sierpnia 201611:30 | 6× · 3×                | 25:26(10:15) | 4× · 4×             | Future Arena, Rio de Janeiro Sędzia: Lah Sok |

| 10 sierpnia 201621:50 | Francja         | 27:11(15:4) | Argentyna        | Future Arena, Rio de Janeiro Sędzia: Ałpaidze Bieriozkina |
| 10 sierpnia 201621:50 | Manon Houette 8 | 27:11(15:4) | Rocio Campigli 4 | Future Arena, Rio de Janeiro Sędzia: Ałpaidze Bieriozkina |
| 10 sierpnia 201621:50 | 4× · 3×         | 27:11(15:4) | 7× · 2×          | Future Arena, Rio de Janeiro Sędzia: Ałpaidze Bieriozkina |

| 12 sierpnia 201621:50 | Korea Południowa | 17:21(11:11) | Francja               | Future Arena, Rio de Janeiro Sędzia: Hansen Gjeding |
| 12 sierpnia 201621:50 | Song Hai-rim 5   | 17:21(11:11) | Alexandra Lacrabère 7 | Future Arena, Rio de Janeiro Sędzia: Hansen Gjeding |
| 12 sierpnia 201621:50 | 3× · 1×          | 17:21(11:11) | 6× · 4×               | Future Arena, Rio de Janeiro Sędzia: Hansen Gjeding |

| 14 sierpnia 201611:30 | Szwecja          | 25:27(13:15) | Francja               | Future Arena, Rio de Janeiro Sędzia: Røen Arntsen |
| 14 sierpnia 201611:30 | Jamina Roberts 8 | 25:27(13:15) | Alexandra Lacrabère 8 | Future Arena, Rio de Janeiro Sędzia: Røen Arntsen |
| 14 sierpnia 201611:30 | 2× · 2×          | 25:27(13:15) | 1× · 4×               | Future Arena, Rio de Janeiro Sędzia: Røen Arntsen |

Ćwierćfinał
| 16 sierpnia 201613:30 | Hiszpania     | 26:27 (pd.)(12:5, 23:23) | Francja               | Future Arena, Rio de Janeiro Sędzia: Ałpaidze Bieriozkina |
| 16 sierpnia 201613:30 | Nerea Pena 13 | 26:27 (pd.)(12:5, 23:23) | Alexandra Lacrabère 7 | Future Arena, Rio de Janeiro Sędzia: Ałpaidze Bieriozkina |
| 16 sierpnia 201613:30 | 8× · 4× · 1×  | 26:27 (pd.)(12:5, 23:23) | 2× · 2×               | Future Arena, Rio de Janeiro Sędzia: Ałpaidze Bieriozkina |

Półfinał
| 18 sierpnia 201615:30 | Holandia                | 23:24(13:17) | Francja          | Future Arena, Rio de Janeiro Sędzia: Koo Lee |
| 18 sierpnia 201615:30 | Laura van der Heijden 8 | 23:24(13:17) | Allison Pineau 7 | Future Arena, Rio de Janeiro Sędzia: Koo Lee |
| 18 sierpnia 201615:30 | 2× · 3×                 | 23:24(13:17) | 3× · 2×          | Future Arena, Rio de Janeiro Sędzia: Koo Lee |

Finał
| 20 sierpnia 201615:30 | Francja                             | 19:22(7:10) | Rosja              | Future Arena, Rio de Janeiro Sędzia: Røen Arntsen |
| 20 sierpnia 201615:30 | Siraba Dembélé 5 · Allison Pineau 5 | 19:22(7:10) | Anna Wiachiriewa 5 | Future Arena, Rio de Janeiro Sędzia: Røen Arntsen |
| 20 sierpnia 201615:30 | 1× · 2×                             | 19:22(7:10) | 2× · 3×            | Future Arena, Rio de Janeiro Sędzia: Røen Arntsen |

### Piłka siatkowa

#### Turniej mężczyzn
- Reprezentacja mężczyzn

Trener: Laurent Tillie
| - Jenia Grebennikov - Antonin Rouzier - Trévor Clévenot - Benjamin Toniutti - Kevin Tillie - Earvin N’Gapeth |  | - Kévin Le Roux - Pierre Pujol - Nicolas Le Goff - Nicolas Marechal - Franck Lafitte - Thibault Rossard |

Źródło:
Grupa A
| Lp. | Drużyna           | Mecze | Mecze   | Mecze   | Pkt | Sety | Sety | Sety  | Małe punkty | Małe punkty | Małe punkty |
| Lp. | Drużyna           | M     | W (3:2) | P (2:3) | Pkt | wyg. | prz. | ratio | zdob.       | str.        | ratio       |
| --- | ----------------- | ----- | ------- | ------- | --- | ---- | ---- | ----- | ----------- | ----------- | ----------- |
| 1   | Włochy            | 5     | 4 (0)   | 1 (0)   | 12  | 13   | 5    | 2.600 | 432         | 375         | 1.152       |
| 2   | Kanada            | 5     | 3 (0)   | 2 (0)   | 9   | 10   | 7    | 1.429 | 378         | 378         | 1.000       |
| 3   | Stany Zjednoczone | 5     | 3 (0)   | 2 (0)   | 9   | 10   | 8    | 1.250 | 419         | 405         | 1.035       |
| 4   | Brazylia          | 5     | 3 (0)   | 2 (0)   | 9   | 11   | 9    | 1.222 | 467         | 442         | 1.057       |
| 5   | Francja           | 5     | 2 (0)   | 3 (0)   | 6   | 8    | 9    | 0.889 | 386         | 367         | 1.052       |
| 6   | Meksyk            | 5     | 0 (0)   | 5 (0)   | 0   | 1    | 15   | 0.067 | 283         | 398         | 0.711       |

Źródło: FIVB
Punktacja: 3:0 i 3:1 – 3 pkt; 3:2 – 2 pkt; 2:3 – 1 pkt; 1:3 i 0:3 – 0 pkt
Zasady ustalania kolejności: 1. liczba zwycięstw; 2. liczba punktów; 3. stosunek setów; 4. stosunek małych punktów; 5. bilans w bezpośrednich meczach
| 7 sierpnia 2016 | Włochy | 3-0 (25-20, 25-20, 25-15) | Francja | Ginásio do Maracanãzinho, Rio de Janeiro                  |  |
| 17:05           | 3      | Raport                    | 0       | Widzów: 6287 Sędziowie: Hernán Casamiquela Denny Cespedes |  |

| 9 sierpnia 2016 | Francja | 3-0 (25–18, 25-12, 25–22) | Meksyk | Ginásio do Maracanãzinho, Rio de Janeiro          |  |
| 9:30            | 3       | Raport                    | 0      | Widzów: 6625 Sędziowie: Liu Jiang Taoufik Boudaya |  |

| 11 sierpnia 2016 | Kanada | 0-3 (19–25, 16–25, 19–25) | Francja | Ginásio do Maracanãzinho, Rio de Janeiro             |  |
| 11:35            | 0      | Raport                    | 3       | Widzów: 6498 Sędziowie: Andrey Zenovich Nasr Shaaban |  |

| 13 sierpnia 2016 | Stany Zjednoczone | 3-1 (25–22, 25–22, 14–25, 25-22) | Francja | Ginásio do Maracanãzinho, Rio de Janeiro              |  |
| 11:35            | 3                 | Raport                           | 0       | Widzów: 6498 Sędziowie: Arturo Di Giacomo Luis Macias |  |

| 15 sierpnia 2016 | Brazylia | 3-1 (25–22, 22–25, 25–20, 25-23) | Francja | Ginásio do Maracanãzinho, Rio de Janeiro         |  |
| 22:35            | 3        | Raport                           | 0       | Widzów: 9800 Sędziowie: Juraj Mokrý Nasr Shaaban |  |

### Piłka wodna

#### Turniej mężczyzn
- Reprezentacja mężczyzn

Trener: Florian Bruzzo
| - Rémi Garsau - Rémi Saudadier - Igor Kovacevic - Enzo Khasz - Romain Blary - Thibaut Simon - Jonathan Moriamé |  | - Ugo Crousillat - Michal Iždinský - Mehdi Marzouki - Mathieu Peisson - Petar Tomašević - Alexandre Camarasa (k) |

Źródło:
Grupa B
| Lp. | Drużyna           | M | Mecze | Mecze | Mecze | Bramki | Bramki | Bramki | Pkt |
| Lp. | Drużyna           | M | W     | R     | P     | +      | −      | +/−    | Pkt |
| --- | ----------------- | - | ----- | ----- | ----- | ------ | ------ | ------ | --- |
| 1.  | Hiszpania         | 5 | 3     | 1     | 1     | 46     | 35     | +11    | 7   |
| 2.  | Chorwacja         | 5 | 3     | 0     | 2     | 37     | 37     | 0      | 6   |
| 3.  | Włochy            | 5 | 3     | 0     | 2     | 40     | 41     | −1     | 6   |
| 4.  | Czarnogóra        | 5 | 2     | 1     | 2     | 36     | 32     | +4     | 5   |
| 5.  | Stany Zjednoczone | 5 | 2     | 0     | 3     | 35     | 35     | 0      | 4   |
| 6.  | Francja           | 5 | 1     | 0     | 4     | 28     | 42     | −14    | 2   |

| 6 sierpnia 201619:30 | Francja        | 4:7(0:2, 0:3, 1:0, 3:2) | Czarnogóra           | Centro Aquático Maria Lenk, Rio de Janeiro Sędzia: Mark Koganov Péter Molnár |
| 6 sierpnia 201619:30 | 4 zawodników 1 | 4:7(0:2, 0:3, 1:0, 3:2) | Aleksandar Radović 3 | Centro Aquático Maria Lenk, Rio de Janeiro Sędzia: Mark Koganov Péter Molnár |

| 8 sierpnia 201610:20 | Włochy           | 10:8(4:3, 4:1, 1:2, 2:2) | Francja             | Centro Aquático Maria Lenk, Rio de Janeiro Sędzia: Radosław Koryzna Siergiej Naumow |
| 8 sierpnia 201610:20 | Matteo Aicardi 4 | 10:8(4:3, 4:1, 1:2, 2:2) | trzech zawodników 2 | Centro Aquático Maria Lenk, Rio de Janeiro Sędzia: Radosław Koryzna Siergiej Naumow |

| 10 sierpnia 201611:40 | Francja        | 3:6(1:1, 0:4, 0:0, 2:1) | Stany Zjednoczone | Centro Aquático Maria Lenk, Rio de Janeiro Sędzia: German Moller Adrian Alexandrescu |
| 10 sierpnia 201611:40 | 3 zawodników 1 | 3:6(1:1, 0:4, 0:0, 2:1) | Josh Samuels 3    | Centro Aquático Maria Lenk, Rio de Janeiro Sędzia: German Moller Adrian Alexandrescu |

| 12 sierpnia 201620:35 | Hiszpania           | 10:4(3:1, 3:0, 1:1, 3:2) | Francja          | Centro Aquático Maria Lenk, Rio de Janeiro Sędzia: Fabio Toffoli Péter Molnár |
| 12 sierpnia 201620:35 | Gonzalo Echenique 3 | 10:4(3:1, 3:0, 1:1, 3:2) | Ugo Crousillat 2 | Centro Aquático Maria Lenk, Rio de Janeiro Sędzia: Fabio Toffoli Péter Molnár |

| 14 sierpnia 201616:50 | Francja          | 9:8(3:2, 3:3, 2:1, 1:2) | Chorwacja      | Centro Aquático Maria Lenk, Rio de Janeiro Sędzia: Ni Shiwei Hatem Gaber |
| 14 sierpnia 201616:50 | Mehdi Marzouki 3 | 9:8(3:2, 3:3, 2:1, 1:2) | Sandro Sukno 3 | Centro Aquático Maria Lenk, Rio de Janeiro Sędzia: Ni Shiwei Hatem Gaber |

### Pływanie
Mężczyźni
| Zawodnik                                                                                               | Konkurencja        | Eliminacje | Eliminacje | Półfinał | Półfinał | Finał     | Finał   | Źródło  |
| Zawodnik                                                                                               | Konkurencja        | Czas       | Miejsce    | Czas     | Miejsce  | Czas      | Miejsce | Źródło  |
| --- | ------------------ | ---------- | ---------- | -------- | -------- | --------- | ------- | ------- |
| Frédérick Bousquet                                                                                     | 50 m dowolnym      | 22,27      | 25.        | NQ       | NQ       | NQ        | NQ      | [ 124 ] |
| Florent Manaudou                                                                                       | 50 m dowolnym      | 21,72      | 4. Q       | 21,32    | 1. Q     | 21,41     | srebro  | [ 124 ] |
| Clément Mignon                                                                                         | 100 m dowolnym     | 48,57      | =14. Q     | 48,57    | 14.      | NQ        | NQ      | [ 125 ] |
| Jérémy Stravius                                                                                        | 100 m dowolnym     | 48,62      | 18.        | NQ       | NQ       | NQ        | NQ      | [ 125 ] |
| Jérémy Stravius                                                                                        | 200 m dowolnym     | 1:46,67    | 11. Q      | DNS      | DNS      | NQ        | NQ      | [ 126 ] |
| Jérémy Stravius                                                                                        | 100 m motylkowym   | 52,10      | 17.        | NQ       | NQ       | NQ        | NQ      | [ 127 ] |
| Jordan Pothain                                                                                         | 400 m dowolnym     | 3:45,43    | 8. Q       | n\a      | n\a      | 3:49,07   | 8.      | [ 128 ] |
| Nicolas D'Oriano                                                                                       | 1500 m dowolnym    | 15:33,62   | 40.        | n\a      | n\a      | NQ        | NQ      | [ 129 ] |
| Damien Joly                                                                                            | 1500 m dowolnym    | 14:48.,90  | 6. Q       | n\a      | n\a      | 14:52.,73 | 7.      | [ 129 ] |
| Yannick Agnel                                                                                          | 200 m dowolnym     | 1:47,35    | 19.        | NQ       | NQ       | NQ        | NQ      | [ 126 ] |
| Camille Lacourt                                                                                        | 100 m grzbietowym  | 52,96      | 1. Q       | 52,72    | 4. Q     | 52,70     | 5.      | [ 130 ] |
| Mehdy Metella                                                                                          | 100 m motylkowym   | 51,71      | 5. Q       | 51,73    | 8. Q     | 51,58     | 6.      | [ 127 ] |
| Jordan Coelho                                                                                          | 200 m motylkowym   | 1:58,62    | 25.        | NQ       | NQ       | NQ        | NQ      | [ 131 ] |
| Fabien Gilot Florent Manaudou Mehdy Metella Jérémy Stravius William Meynard (el.) Clément Mignon (el.) | 4 × 100 m dowolnym | 3:13,27    | 4. Q       | n\a      | n\a      | 3:10,53   | srebro  | [ 132 ] |
| Lorys Bourelly Damien Joly Grégory Mallet Jordan Pothain                                               | 4 × 200 m dowolnym | 7:13,71    | 13.        | n\a      | n\a      | NQ        | NQ      | [ 133 ] |
| Theo Bussiere Camille Lacourt Clément Mignon Jérémy Stravius                                           | 4 × 100 m zmiennym | 3:34,47    | 10.        | n\a      | n\a      | NQ        | NQ      | [ 134 ] |
| Marc-Antoine Olivier                                                                                   | 10 km              | n\a        | n\a        | n\a      | n\a      | 1:53:02   | brąz    | [ 135 ] |

Kobiety
| Zawodniczka                                                     | Konkurencja        | Eliminacje | Eliminacje | Półfinał | Półfinał | Finał   | Finał   | Źródło  |
| Zawodniczka                                                     | Konkurencja        | Czas       | Miejsce    | Czas     | Miejsce  | Czas    | Miejsce | Źródło  |
| --------------------------------------------------------------- | ------------------ | ---------- | ---------- | -------- | -------- | ------- | ------- | ------- |
| Anna Santamans                                                  | 50 m dowolnym      | 24,93      | 21.        | NQ       | NQ       | NQ      | NQ      | [ 136 ] |
| Mélanie Henique                                                 | 50 m dowolnym      | 25,36      | 31         | NQ       | NQ       | NQ      | NQ      | [ 136 ] |
| Béryl Gastaldello                                               | 100 m dowolnym     | 54,80      | 22.        | NQ       | NQ       | NQ      | NQ      | [ 137 ] |
| Charlotte Bonnet                                                | 100 m dowolnym     | 53,93      | 10. Q      | 54,54    | 15.      | NQ      | NQ      | [ 137 ] |
| Charlotte Bonnet                                                | 200 m dowolnym     | 1:56,26    | 4. Q       | 1:56,38  | 7. Q     | 1:56,29 | 8.      | [ 138 ] |
| Coralie Balmy                                                   | 200 m dowolnym     | 1:58,83    | 23.        | NQ       | NQ       | NQ      | NQ      | [ 138 ] |
| Coralie Balmy                                                   | 400 m dowolnym     | 4:03,40    | 4. Q       | n\a      | n\a      | 4:06,98 | 8.      | [ 139 ] |
| Béryl Gastaldello                                               | 100 m motylkowym   | 58,93      | 24.        | NQ       | NQ       | NQ      | NQ      | [ 140 ] |
| Marie Wattel                                                    | 100 m motylkowym   | 58,90      | 23.        | NQ       | NQ       | NQ      | NQ      | [ 140 ] |
| Lara Grangeon                                                   | 200 m motylkowym   | 2:09,69    | 18.        | NQ       | NQ       | NQ      | NQ      | [ 141 ] |
| Fantine Lesaffre                                                | 200 m zmiennym     | 2:15,71    | =30.       | NQ       | NQ       | NQ      | NQ      | [ 142 ] |
| Fantine Lesaffre                                                | 400 m zmiennym     | 4:44,47    | 23.        | n\a      | n\a      | NQ      | NQ      | [ 143 ] |
| Lara Grangeon                                                   | 400 m zmiennym     | 4:43,98    | 22.        | n\a      | n\a      | NQ      | NQ      | [ 143 ] |
| Charlotte Bonnet Mathilde Cini Béryl Gastaldello Anna Santamans | 4 × 100 m dowolnym | 3:36,85 NR | 8. Q       | n\a      | n\a      | 3:37,45 | 7.      | [ 144 ] |
| Coralie Balmy Charlotte Bonnet Margaux Fabre Cloé Hache         | 4 × 200 m dowolnym | 7:55,55    | 10.        | n\a      | n\a      | NQ      | NQ      | [ 145 ] |
| Charlotte Bonnet Fanny Deberghes Béryl Gastaldello Marie Wattel | 4 × 100 m zmiennym | DSQ        | DSQ        | n\a      | n\a      | NQ      | NQ      | [ 146 ] |
| Aurélie Muller                                                  | 10 km              | n\a        | n\a        | n\a      | n\a      | DSQ     | DSQ     | [ 147 ] |

### Pływanie synchroniczne
| Zawodniczki                 | Konkurencja | Eliminacje                    | Eliminacje                    | Eliminacje                 | Eliminacje                 | Eliminacje         | Eliminacje         | Finał    | Finał   | Źródło  |
| Zawodniczki                 | Konkurencja | Eliminacje - runda techniczna | Eliminacje - runda techniczna | Eliminacje - runda dowolna | Eliminacje - runda dowolna | Eliminacje - Razem | Eliminacje - Razem | Finał    | Finał   | Źródło  |
| Zawodniczki                 | Konkurencja | Punkty                        | Miejsce                       | Punkty                     | Miejsce                    | Punkty             | Miejsce            | Punkty   | Miejsce | Źródło  |
| --------------------------- | ----------- | ----------------------------- | ----------------------------- | -------------------------- | -------------------------- | ------------------ | ------------------ | -------- | ------- | ------- |
| Laura Augé Margaux Chrétien | duety       | 86,2824                       | 9.                            | 86,8667                    | 8.                         | 173,1491           | 8. Q               | 174,2491 | 8.      | [ 148 ] |

### Podnoszenie ciężarów
Mężczyźni
| Zawodnik               | Konkurencja | Rwanie | Rwanie  | Podrzut | Podrzut | Razem  | Pozycja | Źródło  |
| Zawodnik               | Konkurencja | Wynik  | Pozycja | Wynik   | Pozycja | Razem  | Pozycja | Źródło  |
| ---------------------- | ----------- | ------ | ------- | ------- | ------- | ------ | ------- | ------- |
| Bernardin Kingue Matam | 69 kg       | 140 kg | =12.    | 180 kg  | 6.      | 320 kg | 7.      | [ 149 ] |
| Giovanni Bardis        | 85 kg       | 165 kg | 8.      | 192 kg  | 12.     | 357 kg | 9.      | [ 149 ] |
| Benjamin Hennequin     | 85 kg       | 155 kg | 11.     | 195 kg  | 11.     | 350 kg | 10.     | [ 149 ] |
| Kévin Bouly            | 94 kg       | 155 kg | 13.     | 190 kg  | 12.     | 345 kg | 12.     | [ 149 ] |

Kobiety
| Zawodniczka           | Konkurencja | Rwanie | Rwanie  | Podrzut | Podrzut | Razem  | Pozycja | Źródło  |
| Zawodniczka           | Konkurencja | Wynik  | Pozycja | Wynik   | Pozycja | Razem  | Pozycja | Źródło  |
| --------------------- | ----------- | ------ | ------- | ------- | ------- | ------ | ------- | ------- |
| Gaëlle Nayo-Ketchanke | 75 kg       | 102 kg | 8.      | 135 kg  | 5.      | 237 kg | 8.      | [ 149 ] |

### Rugby 7

#### Turniej mężczyzn
- Reprezentacja mężczyzn

Trener: Frédéric Pomarel
| - Jonathan Laugel - Manoël Dall'igna - Damien Cler - Terry Bouhraoua (k) - Stephen Parez - Steeve Barry |  | - Virimi Vakatawa - Pierre-Gilles Lakafia - Jérémy Aicardi - Julien Candelon - Sacha Valleau - Vincent Inigo |

Źródło:
Grupa B
| Zespół            | M | Z | R | P | PZ | PS | P +/- | Pkt |
| ----------------- | - | - | - | - | -- | -- | ----- | --- |
| Południowa Afryka | 3 | 2 | 0 | 1 | 55 | 12 | +43   | 7   |
| Francja           | 3 | 2 | 0 | 1 | 57 | 45 | +1    | 7   |
| Australia         | 3 | 2 | 0 | 1 | 52 | 48 | +4    | 7   |
| Hiszpania         | 3 | 0 | 0 | 3 | 17 | 76 | -59   | 3   |

| 9 sierpnia 201611:00 | Australia | 14:31 | Francja | Deodoro Stadium, Rio de Janeiro |
| 9 sierpnia 201611:00 |           | 14:31 |         | Deodoro Stadium, Rio de Janeiro |

| 9 sierpnia 201616:30 | Południowa Afryka | 26:0 | Francja | Deodoro Stadium, Rio de Janeiro |
| 9 sierpnia 201616:30 |                   | 26:0 |         | Deodoro Stadium, Rio de Janeiro |

| 10 sierpnia 201611:00 | Francja | 26:5 | Hiszpania | Deodoro Stadium, Rio de Janeiro |
| 10 sierpnia 201611:00 |         | 26:5 |           | Deodoro Stadium, Rio de Janeiro |

Ćwierćfinał
| 10 sierpnia 201617:30 | Japonia | 12:7 | Francja | Deodoro Stadium, Rio de Janeiro |
| 10 sierpnia 201617:30 |         | 12:7 |         | Deodoro Stadium, Rio de Janeiro |

Mecze o miejsca 5-8
| 11 sierpnia 201613:30 | Nowa Zelandia | 24:19 | Francja | Deodoro Stadium, Rio de Janeiro |
| 11 sierpnia 201613:30 |               | 24:19 |         | Deodoro Stadium, Rio de Janeiro |

Mecz o 7. miejsce
| 11 sierpnia 201617:30 | Francja | 12:10 | Australia | Deodoro Stadium, Rio de Janeiro |
| 11 sierpnia 201617:30 |         | 12:10 |           | Deodoro Stadium, Rio de Janeiro |

#### Turniej kobiet
- Reprezentacja kobiet

Trener: David Courteix
| - Pauline Biscarat - Jade Le Pesq - Fanny Horta (k) - Camille Grassineau - Camille Grassineau - Lina Guérin - Shannon Izar |  | - Jessy Tremouliere - Rose Thomas - Audrey Amiel - Marjorie Mayans - Jennifer Troncy - Elodie Guiglion |

Źródło:
Grupa B
| Zespół        | M | Z | R | P | PZ  | PS  | P +/- | Pkt |
| ------------- | - | - | - | - | --- | --- | ----- | --- |
| Nowa Zelandia | 3 | 3 | 0 | 0 | 109 | 12  | +97   | 9   |
| Francja       | 3 | 2 | 0 | 1 | 71  | 40  | +31   | 7   |
| Hiszpania     | 3 | 1 | 0 | 2 | 31  | 65  | -34   | 5   |
| Kenia         | 3 | 0 | 0 | 3 | 17  | 111 | -94   | 3   |

| 6 sierpnia 201611:00 | Francja | 24:7 | Hiszpania | Deodoro Stadium, Rio de Janeiro |
| 6 sierpnia 201611:00 |         | 24:7 |           | Deodoro Stadium, Rio de Janeiro |

| 6 sierpnia 201616:00 | Francja | 40:7 | Kenia | Deodoro Stadium, Rio de Janeiro |
| 6 sierpnia 201616:00 |         | 40:7 |       | Deodoro Stadium, Rio de Janeiro |

| 7 sierpnia 201611:30 | Nowa Zelandia | 26:7 | Francja | Deodoro Stadium, Rio de Janeiro |
| 7 sierpnia 201611:30 |               | 26:7 |         | Deodoro Stadium, Rio de Janeiro |

Ćwierćfinał
| 7 sierpnia 201616:30 | Kanada | 15:5 | Francja | Deodoro Stadium, Rio de Janeiro |
| 7 sierpnia 201616:30 |        | 15:5 |         | Deodoro Stadium, Rio de Janeiro |

Mecze o miejsca 5-8
| 8 sierpnia 201613:30 | Hiszpania | 12:24 | Francja | Deodoro Stadium, Rio de Janeiro |
| 8 sierpnia 201613:30 |           | 12:24 |         | Deodoro Stadium, Rio de Janeiro |

| 8 sierpnia 201618:00 | Francja | 5:19 | Stany Zjednoczone | Deodoro Stadium, Rio de Janeiro |
| 8 sierpnia 201618:00 |         | 5:19 |                   | Deodoro Stadium, Rio de Janeiro |

### Skoki do wody
Mężczyźni
| Zawodnik         | Konkurencja                  | Eliminacje | Eliminacje | Półfinał | Półfinał | Finał  | Finał   | Źródło  |
| Zawodnik         | Konkurencja                  | Punkty     | Miejsce    | Punkty   | Miejsce  | Punkty | Miejsce | Źródło  |
| ---------------- | ---------------------------- | ---------- | ---------- | -------- | -------- | ------ | ------- | ------- |
| Matthieu Rosset  | trampolina 3 m indywidualnie | 373,40     | 23.        | NQ       | NQ       | NQ     | NQ      | [ 176 ] |
| Benjamin Auffret | wieża 10 m indywidualnie     | 470,45     | 5. Q       | 477,00   | 4. Q     | 507,34 | 4.      | [ 177 ] |

Kobiety
| Zawodniczka  | Konkurencja              | Eliminacje | Eliminacje | Półfinał | Półfinał | Finał  | Finał   | Źródło  |
| Zawodniczka  | Konkurencja              | Punkty     | Miejsce    | Punkty   | Miejsce  | Punkty | Miejsce | Źródło  |
| ------------ | ------------------------ | ---------- | ---------- | -------- | -------- | ------ | ------- | ------- |
| Laura Marino | wieża 10 m indywidualnie | 289,35     | 19.        | NQ       | NQ       | NQ     | NQ      | [ 178 ] |

### Strzelectwo
Mężczyźni
| Zawodnik            | Konkurencja                               | Kwalifikacje | Kwalifikacje | Półfinał | Półfinał | Finał  | Finał   | Źródło  |
| Zawodnik            | Konkurencja                               | Punkty       | Miejsce      | Punkty   | Miejsce  | Punkty | Miejsce | Źródło  |
| ------------------- | ----------------------------------------- | ------------ | ------------ | -------- | -------- | ------ | ------- | ------- |
| Cyril Graff         | karabin małokalibrowy leżąc, 50 m         | 624,3        | 9.           | n\a      | n\a      | NQ     | NQ      | [ 179 ] |
| Jérémy Monnier      | karabin małokalibrowy leżąc, 50 m         | 618,6        | 39.          | n\a      | n\a      | NQ     | NQ      | [ 179 ] |
| Jérémy Monnier      | karabin pneumatyczny, 10 m                | 618,5        | 38.          | n\a      | n\a      | NQ     | NQ      | [ 180 ] |
| Valérian Sauveplane | karabin pneumatyczny, 10 m                | 621,1        | 26.          | n\a      | n\a      | NQ     | NQ      | [ 180 ] |
| Valérian Sauveplane | karabin małokalibrowy, trzy postawy, 50 m | 1168         | 24.          | n\a      | n\a      | NQ     | NQ      | [ 181 ] |
| Alexis Raynaud      | karabin małokalibrowy, trzy postawy, 50 m | 1176         | 5. Q         | n\a      | n\a      | 448,4  | brąz    | [ 181 ] |
| Jean Quiquampoix    | pistolet szybkostrzelny, 25 m             | 586          | 3. Q         | n\a      | n\a      | 30     | srebro  | [ 182 ] |
| Éric Delaunay       | skeet                                     | 121 (+11)    | 7.           | NQ       | NQ       | NQ     | NQ      | [ 183 ] |
| Anthony Terras      | skeet                                     | 121 (+3)     | 8.           | NQ       | NQ       | NQ     | NQ      | [ 183 ] |

Kobiety
| Zawodniczka       | Konkurencja                               | Kwalifikacje | Kwalifikacje | Półfinał | Półfinał | Finał  | Finał   | Źródło  |
| Zawodniczka       | Konkurencja                               | Punkty       | Miejsce      | Punkty   | Miejsce  | Punkty | Miejsce | Źródło  |
| ----------------- | ----------------------------------------- | ------------ | ------------ | -------- | -------- | ------ | ------- | ------- |
| Céline Goberville | pistolet pneumatyczny, 10 m               | 383          | 10.          | n\a      | n\a      | NQ     | NQ      | [ 184 ] |
| Stéphanie Tirode  | pistolet pneumatyczny, 10 m               | 381          | 13.          | n\a      | n\a      | NQ     | NQ      | [ 184 ] |
| Stéphanie Tirode  | pistolet sportowy, 25 m                   | 573          | 26.          | NQ       | NQ       | NQ     | NQ      | [ 185 ] |
| Mathilde Lamolle  | pistolet sportowy, 25 m                   | 550          | 39.          | NQ       | NQ       | NQ     | NQ      | [ 185 ] |
| Laurence Brize    | karabin małokalibrowy, trzy postawy, 50 m | 577          | 20.          | n\a      | n\a      | NQ     | NQ      | [ 186 ] |

### Szermierka
Mężczyźni
| Zawodnik                                                           | Konkurencja          | 1/32             | 1/16             | 1/8               | Ćwierćfinały        | Półfinały        | Finał/BM         | Finał/BM | Źródło  |
| Zawodnik                                                           | Konkurencja          | Przeciwnik Wynik | Przeciwnik Wynik | Przeciwnik Wynik  | Przeciwnik Wynik    | Przeciwnik Wynik | Przeciwnik Wynik | Pozycja  | Źródło  |
| ------------------------------------------------------------------ | -------------------- | ---------------- | ---------------- | ----------------- | ------------------- | ---------------- | ---------------- | -------- | ------- |
| Yannick Borel                                                      | szpada indywidualnie | BYE              | Rédli W 15-9     | Kauter W 15-14    | Steffen P 10-15     | NQ               | NQ               | NQ       | [ 187 ] |
| Gauthier Grumier                                                   | szpada indywidualnie | BYE              | Schwantes W 15-7 | Fayez W 15-9      | Minobe W 15-8       | Imre L 13-15     | Steffen W 15-11  | brąz     | [ 187 ] |
| Daniel Jérent                                                      | szpada indywidualnie | BYE              | Limardo P 13-15  | NQ                | NQ                  | NQ               | NQ               | NQ       | [ 187 ] |
| Yannick Borel Gauthier Grumier Daniel Jérent                       | szpada drużynowo     | n\a              | n\a              | BYE               | Wenezuela · W 45-29 | Węgry · W 45-40  | Włochy · W 45-31 | złoto    | [ 188 ] |
| Jérémy Cadot                                                       | floret indywidualnie | BYE              | Cassarà P 14-15  | NQ                | NQ                  | NQ               | NQ               | NQ       | [ 189 ] |
| Erwann Le Péchoux                                                  | floret indywidualnie | BYE              | Lei W 15-9       | Meinhardt P 14-15 | NQ                  | NQ               | NQ               | NQ       | [ 189 ] |
| Enzo Lefort                                                        | floret indywidualnie | BYE              | Joppich P 13-15  | NQ                | NQ                  | NQ               | NQ               | NQ       | [ 189 ] |
| Jérémy Cadot Erwann Le Péchoux Enzo Lefort Jean-Paul Tony Helissey | floret drużynowo     | n\a              | n\a              | n\a               | Chiny · W 45-32     | Włochy · W 45-40 | Rosja · P 41-45  | srebro   | [ 190 ] |
| Vincent Anstett                                                    | szabla indywidualnie | n\a              | Tokunan W 15-13  | Vũ W 15-8         | Abedini P 13-15     | NQ               | NQ               | NQ       | [ 191 ] |

Kobiety
| Zawodniczka                                          | Konkurencja          | 1/32                | 1/16                | 1/8                 | Ćwierćfinały        | Półfinały                                    | Finał/BM                         | Finał/BM | Źródło  |
| Zawodniczka                                          | Konkurencja          | Przeciwniczka Wynik | Przeciwniczka Wynik | Przeciwniczka Wynik | Przeciwniczka Wynik | Przeciwniczka Wynik                          | Przeciwniczka Wynik              | Pozycja  | Źródło  |
| ---------------------------------------------------- | -------------------- | ------------------- | ------------------- | ------------------- | ------------------- | -------------------------------------------- | -------------------------------- | -------- | ------- |
| Marie-Florence Candassamy                            | szpada indywidualnie | Simeão W 15-6       | Xu W 15-8           | Moellhausen P 12-15 | NQ                  | NQ                                           | NQ                               | NQ       | [ 192 ] |
| Auriane Mallo                                        | szpada indywidualnie | Nguyễn W 15-7       | Brânză P 8-15       | NQ                  | NQ                  | NQ                                           | NQ                               | NQ       | [ 192 ] |
| Lauren Rembi                                         | szpada indywidualnie | BYE                 | Gherman W 15-10     | Krywyćka W 9-7      | Moellhausen W 15-12 | Szász P 6-10                                 | Sun P 13-15                      | 4.       | [ 192 ] |
| Marie-Florence Candassamy Auriane Mallo Lauren Rembi | szpada drużynowo     | n\a                 | n\a                 | BYE                 | Rosja · P 41-44     | O miejsca 5.-8. · Włochy · P 28-32           | O 7. miejsce · Ukraina · W 45-38 | 7.       | [ 193 ] |
| Astrid Guyart                                        | floret indywidualnie | BYE                 | Łełejko W 15-9      | Prescod W 14-11     | Dierigłazowa P 6-15 | NQ                                           | NQ                               | NQ       | [ 194 ] |
| Ysaora Thibus                                        | floret indywidualnie | BYE                 | Karamete W 15-6     | Le W 15-13          | Szanajewa P 10-15   | NQ                                           | NQ                               | NQ       | [ 194 ] |
| Cécilia Berder                                       | szabla indywidualnie | BYE                 | Maurice W 15-6      | Muhammad W 15-12    | Wielika P 10-15     | NQ                                           | NQ                               | NQ       | [ 195 ] |
| Manon Brunet                                         | szabla indywidualnie | BYE                 | Hwang S-a W 15-11   | Márton W 15-12      | Besbes W 15-14      | Wielika L 14-15                              | Charłan L 10-15                  | 4.       | [ 195 ] |
| Charlotte Lembach                                    | szabla indywidualnie | BYE                 | Vecchi W 15-11      | Wielika P 14-15     | NQ                  | NQ                                           | NQ                               | NQ       | [ 195 ] |
| Cécilia Berder Manon Brunet Charlotte Lembach        | szpada drużynowo     | n\a                 | n\a                 | n\a                 | Włochy · P 36-45    | O miejsca 5.-8. · Korea Południowa · P 40-45 | O 7. miejsce · Meksyk · P 38-45  | 8.       | [ 196 ] |

### Taekwondo
Mężczyźni
| Zawodnik      | Konkurencja | 1/16             | Ćwierćfinał      | Półfinał         | Repasaż          | Finał/BM         | Finał/BM | Źródło  |
| Zawodnik      | Konkurencja | Przeciwnik Wynik | Przeciwnik Wynik | Przeciwnik Wynik | Przeciwnik Wynik | Przeciwnik Wynik | Pozycja  | Źródło  |
| ------------- | ----------- | ---------------- | ---------------- | ---------------- | ---------------- | ---------------- | -------- | ------- |
| M’bar N’Diaye | + 80 kg     | Issoufou P 0-6   | NQ               | NQ               | Andrade P 2-5    | NQ               | 7.       | [ 197 ] |

Kobiety
| Zawodniczka     | Konkurencja | 1/16                | Ćwierćfinał            | Półfinał            | Repasaż             | Finał/BM            | Finał/BM | Źródło  |
| Zawodniczka     | Konkurencja | Przeciwniczka Wynik | Przeciwniczka Wynik    | Przeciwniczka Wynik | Przeciwniczka Wynik | Przeciwniczka Wynik | Pozycja  | Źródło  |
| --------------- | ----------- | ------------------- | ---------------------- | ------------------- | ------------------- | ------------------- | -------- | ------- |
| Yasmina Aziez   | - 49 kg     | Pimentel W 2-1      | Lucija Zaninović W 4-3 | Kim S-h P 0-1       | BYE                 | Abakarowa P 2-7     | 5.       | [ 198 ] |
| Haby Niaré      | - 67 kg     | Louissaint W 5-4    | Gbagbi W 5-4           | Tatar W 3-0         | BYE                 | Oh H-r P 12-13      | srebro   | [ 199 ] |
| Gwladys Épangue | + 67 kg     | Koné W 3-1          | Zheng P 1-4            | NQ                  | Rawal W 4-3         | Galloway P 1-2      | 5.       | [ 200 ] |

### Tenis stołowy
Mężczyźni
| Zawodnik                                    | Konkurencja       | Eliminacje       | Runda 1          | Runda 2          | Runda 3                 | Runda 4          | Ćwierćfinały     | Półfinały        | Finał/BM         | Finał/BM | Źródło  |
| Zawodnik                                    | Konkurencja       | Przeciwnik Wynik | Przeciwnik Wynik | Przeciwnik Wynik | Przeciwnik Wynik        | Przeciwnik Wynik | Przeciwnik Wynik | Przeciwnik Wynik | Przeciwnik Wynik | Pozycja  | Źródło  |
| ------------------------------------------- | ----------------- | ---------------- | ---------------- | ---------------- | ----------------------- | ---------------- | ---------------- | ---------------- | ---------------- | -------- | ------- |
| Simon Gauzy                                 | singel            | BYE              | BYE              | BYE              | Kou P 1-4               | NQ               | NQ               | NQ               | NQ               | NQ       | [ 201 ] |
| Emmanuel Lebesson                           | singel            | BYE              | BYE              | Crişan P 3-4     | NQ                      | NQ               | NQ               | NQ               | NQ               | NQ       | [ 201 ] |
| Simon Gauzy Emmanuel Lebesson Tristan Flore | turniej drużynowy | n\a              | n\a              | n\a              | Wielka Brytania · P 2-3 | NQ               | NQ               | NQ               | NQ               | NQ       | [ 202 ] |

Kobiety
| Zawodniczka | Konkurencja | Eliminacje          | Runda 1             | Runda 2             | Runda 3             | Runda 4             | Ćwierćfinały        | Półfinały           | Finał/BM            | Finał/BM | Źródło  |
| Zawodniczka | Konkurencja | Przeciwniczka Wynik | Przeciwniczka Wynik | Przeciwniczka Wynik | Przeciwniczka Wynik | Przeciwniczka Wynik | Przeciwniczka Wynik | Przeciwniczka Wynik | Przeciwniczka Wynik | Pozycja  | Źródło  |
| ----------- | ----------- | ------------------- | ------------------- | ------------------- | ------------------- | ------------------- | ------------------- | ------------------- | ------------------- | -------- | ------- |
| Li Xue      | singel      | BYE                 | BYE                 | Diaz W 4-0          | Li W 4-3            | Han P 1-4           | NQ                  | NQ                  | NQ                  | NQ       | [ 203 ] |

### Tenis ziemny
Mężczyźni
| Zawodnik                            | Konkurencja    | 1/32                   | 1/16                        | 1/8                       | Ćwierćfinał                       | Półfinał         | Finał/BM         | Finał/BM | Źródło  |
| Zawodnik                            | Konkurencja    | Przeciwnik Wynik       | Przeciwnik Wynik            | Przeciwnik Wynik          | Przeciwnik Wynik                  | Przeciwnik Wynik | Przeciwnik Wynik | Pozycja  | Źródło  |
| ----------------------------------- | -------------- | ---------------------- | --------------------------- | ------------------------- | --------------------------------- | ---------------- | ---------------- | -------- | ------- |
| Gaël Monfils                        | gra pojedyncza | Pospisil W 6:1, 6:3    | Silva W 6:2, 6:4            | Čilić W 6:7 (6), 6:3, 6:4 | Nishikori P 6:7 (4), 6:4, 6:7 (6) | NQ               | NQ               | NQ       | [ 204 ] |
| Benoît Paire                        | gra pojedyncza | Rosol W 3:6, 6:3, 6:4  | Fognini P 6:4, 4:6, 6:7 (5) | NQ                        | NQ                                | NQ               | NQ               | NQ       | [ 204 ] |
| Gilles Simon                        | gra pojedyncza | Ćorić W 6:4, 7:6 (1)   | Sugita W 7:6 (3), 6:2       | Nadal P 6:7 (5), 3:6      | NQ                                | NQ               | NQ               | NQ       | [ 204 ] |
| Jo-Wilfried Tsonga                  | gra pojedyncza | Jaziri W 4:6, 7:5, 6:3 | Müller P 4:6, 3:6           | NQ                        | NQ                                | NQ               | NQ               | NQ       | [ 204 ] |
| Gaël Monfils Jo-Wilfried Tsonga     | gra podwójna   | n\a                    | Baker Ram P 1:6, 4:6        | NQ                        | NQ                                | NQ               | NQ               | NQ       | [ 205 ] |
| Pierre-Hugues Herbert Nicolas Mahut | gra podwójna   | n\a                    | Cabal Farah P 6:7 (4), 3:6  | NQ                        | NQ                                | NQ               | NQ               | NQ       | [ 205 ] |

Kobiety
| Zawodniczka                         | Konkurencja    | 1/32                    | 1/16                         | 1/8                 | Ćwierćfinał         | Półfinał            | Finał/BM            | Finał/BM | Źródło  |
| Zawodniczka                         | Konkurencja    | Przeciwniczka Wynik     | Przeciwniczka Wynik          | Przeciwniczka Wynik | Przeciwniczka Wynik | Przeciwniczka Wynik | Przeciwniczka Wynik | Pozycja  | Źródło  |
| ----------------------------------- | -------------- | ----------------------- | ---------------------------- | ------------------- | ------------------- | ------------------- | ------------------- | -------- | ------- |
| Alizé Cornet                        | gra pojedyncza | Larsson W 6:1, 2:6, 6:3 | Williams P 6:7 (5), 2:6      | NQ                  | NQ                  | NQ                  | NQ                  | NQ       | [ 206 ] |
| Caroline Garcia                     | gra pojedyncza | Pereira W 6:1, 6:2      | Konta P 2:6, 3:6             | NQ                  | NQ                  | NQ                  | NQ                  | NQ       | [ 206 ] |
| Kristina Mladenovic                 | gra pojedyncza | Krunić W 6:1, 6:4       | Keys P 5:7, 7:6 (4), 6:7 (5) | NQ                  | NQ                  | NQ                  | NQ                  | NQ       | [ 206 ] |
| Caroline Garcia Kristina Mladenovic | gra podwójna   | n\a                     | Doi Hozumi P 0:6, 6:0, 4:6   | NQ                  | NQ                  | NQ                  | NQ                  | NQ       | [ 207 ] |

Mieszane
| Zawodnicy                                 | Konkurencja | 1/8                             | Ćwierćfinał      | Półfinał         | Finał/BM         | Finał/BM | Źródło  |
| Zawodnicy                                 | Konkurencja | Przeciwnik Wynik                | Przeciwnik Wynik | Przeciwnik Wynik | Przeciwnik Wynik | Pozycja  | Źródło  |
| ----------------------------------------- | ----------- | ------------------------------- | ---------------- | ---------------- | ---------------- | -------- | ------- |
| Caroline Garcia Nicolas Mahut             | mikst       | Pereira Melo P 6:7 (4), 6:7 (1) | NQ               | NQ               | NQ               | NQ       | [ 208 ] |
| Kristina Mladenovic Pierre-Hugues Herbert | mikst       | Vinci Fognini P 4:6, 6:3, 8:10  | NQ               | NQ               | NQ               | NQ       | [ 208 ] |

### Triathlon
| Zawodnicy           | Konkurencja | Pływanie (1,5 km) | Zmiana 1 | Jazda na rowerze (40 km) | Zmiana 2 | Bieg (10 km) | Czas    | Pozycja | Źródło  |
| ------------------- | ----------- | ----------------- | -------- | ------------------------ | -------- | ------------ | ------- | ------- | ------- |
| Dorian Coninx       | Mężczyźni   | 17:28             | 0:52     | 56:22                    | 0:36     | 36:32        | 1:51:50 | 36.     | [ 209 ] |
| Pierre Le Corre     | Mężczyźni   | 17:28             | 0:48     | 57:02                    | 0:35     | 32:43        | 1:48:36 | 25.     | [ 209 ] |
| Vincent Luis        | Mężczyźni   | 17:26             | 0:46     | 55:04                    | 0:33     | 32:21        | 1:46,12 | 7.      | [ 209 ] |
| Cassandre Beaugrand | Kobiety     | 19:16             | 0:52     | 1:04:35                  | 0:46     | 36:49        | 2:02:18 | 30.     | [ 210 ] |
| Audrey Merle        | Kobiety     | 19:17             | 0:53     | 1:04:31                  | 0:39     | 37:31        | 2:02:53 | 35.     | [ 210 ] |

### Wioślarstwo
Mężczyźni
| Zawodnik                                                          | Konkurencja                       | Eliminacje | Eliminacje | Repasaże | Repasaże | Półfinał | Półfinał | Finał   | Finał   | Pozycja | Źródło  |
| Zawodnik                                                          | Konkurencja                       | Czas       | Miejsce    | Czas     | Miejsce  | Czas     | Miejsce  | Czas    | Miejsce | Pozycja | Źródło  |
| ----------------------------------------------------------------- | --------------------------------- | ---------- | ---------- | -------- | -------- | -------- | -------- | ------- | ------- | ------- | ------- |
| Germain Chardin Dorian Mortelette                                 | dwójka bez sternika               | 6:42,00    | 1. SA/B    | BYE      | BYE      | 6:26,10  | 3. FA    | 7:09,91 | 5.      | 5.      | [ 211 ] |
| Matthieu Androdias Hugo Boucheron                                 | dwójka podwójna                   | 6:33,03    | 2. SA/B    | BYE      | BYE      | 6:16,15  | 3. FA    | 7:02,06 | 6.      | 6.      | [ 212 ] |
| Jérémie Azou Pierre Houin                                         | dwójka podwójna wagi lekkiej      | 6:24,62    | 1. SA/B    | BYE      | BYE      | 6:34,43  | 1. FA    | 6:30,70 | 1.      | złoto   | [ 213 ] |
| Benjamin Lang Mickaël Marteau Théophile Onfroy Valentin Onfroy    | czwórka bez sternika              | 6:00,72    | 3. SA/B    | BYE      | BYE      | 6:26,94  | 5. FB    | 6:02,21 | 5.      | 11.     | [ 214 ] |
| Thomas Baroukh Thibault Colard Guillaume Raineau Franck Solforosi | czwórka bez sternika wagi lekkiej | 6:07,31    | 4. R       | 6:01,18  | 1. SA/B  | 6:07,32  | 2. FA    | 6:22,85 | 3.      | brąz    | [ 215 ] |

Kobiety
| Zawodniczka                   | Konkurencja         | Eliminacje | Eliminacje | Repasaże | Repasaże | Półfinał | Półfinał | Finał   | Finał   | Pozycja | Źródło  |
| Zawodniczka                   | Konkurencja         | Czas       | Miejsce    | Czas     | Miejsce  | Czas     | Miejsce  | Czas    | Miejsce | Pozycja | Źródło  |
| ----------------------------- | ------------------- | ---------- | ---------- | -------- | -------- | -------- | -------- | ------- | ------- | ------- | ------- |
| Noémie Kober Marie Le Nepvou  | dwójka bez sternika | 7:26,28    | 1. R       | 7:59,44  | 3. S A/B | 7:44,81  | 6. FB    | 7:26,55 | 6.      | 12.     | [ 216 ] |
| Hélène Lefebvre Elodie Ravera | dwójka podwójna     | 7:05,65    | 3. SA/B    | BYE      | BYE      | 6:54,34  | 3. FA    | 7:52,03 | 5.      | 5.      | [ 217 ] |

### Zapasy
Mężczyźni
Styl wolny
| Zawodnik           | Konkurencja | Eliminacje       | 1/8              | Ćwierćfinał      | Półfinał         | Repasaż 1        | Repasaż 2        | Finał            | Finał   | Źródło  |
| Zawodnik           | Konkurencja | Przeciwnik Wynik | Przeciwnik Wynik | Przeciwnik Wynik | Przeciwnik Wynik | Przeciwnik Wynik | Przeciwnik Wynik | Przeciwnik Wynik | Miejsce | Źródło  |
| ------------------ | ----------- | ---------------- | ---------------- | ---------------- | ---------------- | ---------------- | ---------------- | ---------------- | ------- | ------- |
| Zelimkhan Khadjiev | - 74 kg     | Yadav W 5-0      | Takatani P 1-3   | NQ               | NQ               | NQ               | NQ               | NQ               | 8.      | [ 218 ] |

Kobiety
| Zawodniczka    | Konkurencja | Eliminacje          | 1/8                 | Ćwierćfinał         | Półfinał            | Repasaż 1           | Repasaż 2           | Finał               | Finał   | Źródło  |
| Zawodniczka    | Konkurencja | Przeciwniczka Wynik | Przeciwniczka Wynik | Przeciwniczka Wynik | Przeciwniczka Wynik | Przeciwniczka Wynik | Przeciwniczka Wynik | Przeciwniczka Wynik | Miejsce | Źródło  |
| -------------- | ----------- | ------------------- | ------------------- | ------------------- | ------------------- | ------------------- | ------------------- | ------------------- | ------- | ------- |
| Cynthia Vescan | - 75 kg     | BYE                 | Marzaluk P 0-5      | NQ                  | NQ                  | NQ                  | NQ                  | NQ                  | 12.     | [ 219 ] |

### Żeglarstwo
Mężczyźni
| Zawodnik                    | Konkurencja | Wyścig | Wyścig | Wyścig | Wyścig | Wyścig | Wyścig | Wyścig | Wyścig | Wyścig | Wyścig | Wyścig | Wyścig | Wyścig | Punkty | Finałowa pozycja | Źródło  |
| Zawodnik                    | Konkurencja | 1      | 2      | 3      | 4      | 5      | 6      | 7      | 8      | 9      | 10     | 11     | 12     | M      | Punkty | Finałowa pozycja | Źródło  |
| --------------------------- | ----------- | ------ | ------ | ------ | ------ | ------ | ------ | ------ | ------ | ------ | ------ | ------ | ------ | ------ | ------ | ---------------- | ------- |
| Pierre Le Coq               | RS:X        | 7      | 7      | 12     | 6      | 3      | 4      | 8      | 10     | 17     | 2      | 3      | 12     | 14     | 86     | brąz             | [ 220 ] |
| Jean-Baptiste Bernaz        | Laser       | 11     | 10     | 4      | 17     | 5      | 47     | 3      | 15     | 19     | 2      | n\a    | n\a    | 2      | 90     | 5.               | [ 220 ] |
| Jonathan Lobert             | Finn        | 10     | 15     | 1      | 7      | 12     | 14     | 11     | 12     | 14     | 14     | n\a    | n\a    | NQ     | 95     | 14.              | [ 220 ] |
| Sofian Bouvet Jérémie Mion  | 470         | 6      | 6      | 10     | 2      | 6      | 6      | 14     | 9      | 20     | 22     | n\a    | n\a    | 8      | 87     | 7.               | [ 220 ] |
| Noé Delpech Julien d'Ortoli | 49er        | 20     | 12     | 16     | 12     | 2      | 9      | 1      | 1      | 3      | 17     | 9      | 14     | 4      | 100    | 5.               | [ 220 ] |

Kobiety
| Zawodniczka                       | Konkurencja  | Wyścig | Wyścig | Wyścig | Wyścig | Wyścig | Wyścig | Wyścig | Wyścig | Wyścig | Wyścig | Wyścig | Wyścig | Wyścig | Punkty | Finałowa pozycja | Źródło  |
| Zawodniczka                       | Konkurencja  | 1      | 2      | 3      | 4      | 5      | 6      | 7      | 8      | 9      | 10     | 11     | 12     | M      | Punkty | Finałowa pozycja | Źródło  |
| --------------------------------- | ------------ | ------ | ------ | ------ | ------ | ------ | ------ | ------ | ------ | ------ | ------ | ------ | ------ | ------ | ------ | ---------------- | ------- |
| Charline Picon                    | RS:X         | 1      | 2      | 1      | 4      | 5      | 10     | 15     | 11     | 8      | 27     | 3      | 10     | 4      | 64     | złoto            | [ 220 ] |
| Mathilde de Kerangat              | Laser Radial | 23     | 15     | 25     | 15     | 17     | 18     | 14     | 9      | 14     | 22     | n\a    | n\a    | NQ     | 146    | 21.              | [ 220 ] |
| Hélène Defrance Camille Lecointre | 470          | 6      | 18     | 2      | 3      | 4      | 13     | 7      | 7      | 6      | 2      | n\a    | n\a    | 12     | 62     | brąz             | [ 220 ] |
| Aude Compan Sarah Steyaert        | 49erFX       | 1      | 9      | 10     | 12     | 12     | 13     | 1      | 9      | 4      | 15     | 1      | 3      | 10     | 85     | 6.               | [ 220 ] |

Mieszane
| Zawodnicy               | Konkurencja | Wyścig | Wyścig | Wyścig | Wyścig | Wyścig | Wyścig | Wyścig | Wyścig | Wyścig | Wyścig | Wyścig | Wyścig | Wyścig | Punkty | Finałowa pozycja | Źródło  |
| Zawodnicy               | Konkurencja | 1      | 2      | 3      | 4      | 5      | 6      | 7      | 8      | 9      | 10     | 11     | 12     | M      | Punkty | Finałowa pozycja | Źródło  |
| ----------------------- | ----------- | ------ | ------ | ------ | ------ | ------ | ------ | ------ | ------ | ------ | ------ | ------ | ------ | ------ | ------ | ---------------- | ------- |
| Billy Besson Marie Riou | Nacra 17    | 7      | 17     | 15     | 8      | 13     | 15     | 2      | 1      | 1      | 3      | 11     | 7      | 10     | 93     | 6.               | [ 220 ] |